# 秦朝
秦朝（前221年9月10日—前207年11月17日），是中國歷史上首个大一統中央集权的帝國。秦朝皇室為嬴姓，所以史書又称嬴秦。秦朝源自周朝諸侯國秦國。公元前905年，秦非子因善于养马，得到周孝王的赏识，受爵获封秦地，成为秦国始封君，建立秦國，号称秦嬴。前770年，秦襄公在東周周平王東遷時有功，受封於关中平原，成为一方诸侯。战国時期，秦國根据礼记总结的“今天下车同轨，书同文，行同輪”，推行车辆统一道路，书籍统一文字，行为统一伦理，并在政治、軍事、經濟、交通方面，实施商鞅变法，成為天下第一強國。前230年至前221年，到秦王嬴政陸續攻滅其他六個主要諸侯國，統一中原，史称秦朝。
秦王政建立秦朝後自稱「始皇帝」（即秦始皇），從此中國有了皇帝的稱號，並且發起一系列的改革以鞏固管治。而後南征百越、北伐匈奴。疆域為東起遼東，西至臨洮，北抵長城，南達象郡（今越南北部）。雖然秦朝外表十分強盛，但由於秦始皇嚴重集權、過度擴張、勞役諸國百姓，所以秦朝之統治不免帶有苛急、暴虐之特點，讓天下百姓飽受苛政之苦而想要叛變。秦二世繼位後，秦廷被掌權的趙高掌控而混亂不堪。此時秦末民變爆發，六國有力的軍人各自復國，雖然秦將章邯努力平亂，但秦將王離於鉅鹿之戰被楚將項羽擊敗，秦軍主力投降。前207年十月，新任秦王子嬰於咸陽向劉邦投降，後項羽率軍抵達關中，殺死秦王子嬰，焚燒咸陽宮，秦朝於秦始皇死後3年滅亡。而後至西漢統一全國之期間稱秦漢之際，又稱西楚時期。西楚霸王項羽重建封國制體系，分封十八諸侯。但項羽分封不公，劉邦、田榮等諸侯繼而起兵反抗，演變成楚漢戰爭。前202年漢王劉邦擊滅項羽，受諸侯擁戴為皇帝，開啟漢朝。
秦朝為了鞏固遼闊但各地文化不一的帝國，在政治、軍事、經濟、交通方面，都推行政策與改革。政治制度建立有皇帝制度、三公九卿制與郡縣制為基礎的中央集權制，取代过去不同诸侯豪门的爵位制度。法律基本延續秦國法律，增加了皇帝握有生殺大權，丞相僅僅是輔佐。防务方面，興建長城以鞏固北方，毀六國長城與城墩等防禦工事，沒收天下百姓武器鑄成十二金人，先後五次東巡以安定關東各地區。交通方面，興建馳道與靈渠等交通要道以便軍隊前往各地平亂，也有利各地區運輸物資。經濟方面，秦朝延續商鞅變法的政策，推行重農輕商，鼓勵農民增產糧食，甚至有機會獲爵位。工商業方面統一貨幣（秦半兩）與度量衡，實行鹽鐵專賣，但不完全禁止商業，也鼓勵如經營畜牧業的烏氏倮與丹砂的巴地寡婦清等商人。
在文化思想方面，秦朝的政治思想以法家為尊，推行融合「法、術、勢」的君主專制，另有發揚陰陽家的五德始終說以神化皇帝，宗教以傳統崇拜上帝、祖先、山神、河神等眾神以及巫術、占卜與占星等，而神仙方術受秦始皇所迷信。為了箝制人民叛亂、统一中央集權思想、報復欺騙秦始皇的方士們，先後發生焚書坑儒事件，這是先秦文化與諸子百家思想的一大浩劫。
秦朝的建立使中國由一個抽象的地理名稱轉為具體的大一統帝國，為融合中原文化、秦文化、荊楚文化與齊魯文化等文化打下基礎，使得「秦」成為中國文化的象徵之一。該時代所遺留下的驪山秦始皇陵與秦始皇兵馬俑也受後世注目，其中兵馬俑被列入《世界遺產名錄》。

## 历史

### 秦滅六國
秦朝的前身為周朝諸侯國秦國，位於關中平原。春秋时期的諸侯國因為種種原因，時常發生強國兼併弱國之事。到了戰國時期，各國變法圖強，競爭更加激烈。其中秦國在商鞅變法後由弱轉強，歷經多次戰爭而擊敗各國。在長平之戰後，幾乎占有一半的天下。然而長平之戰的主將白起在前257年被秦昭襄王賜死，秦昭襄王於前251年去世，繼位的秦孝文王、秦莊襄王也相繼在三年內去世。前247年幼主秦王政繼位，朝政大權掌握在秦太后與相邦呂不韋手中。呂不韋領有秦國大權，他招攬食客，編撰《呂氏春秋》，並於前249年率軍滅東周國（而東周早於前256年亡於秦）。

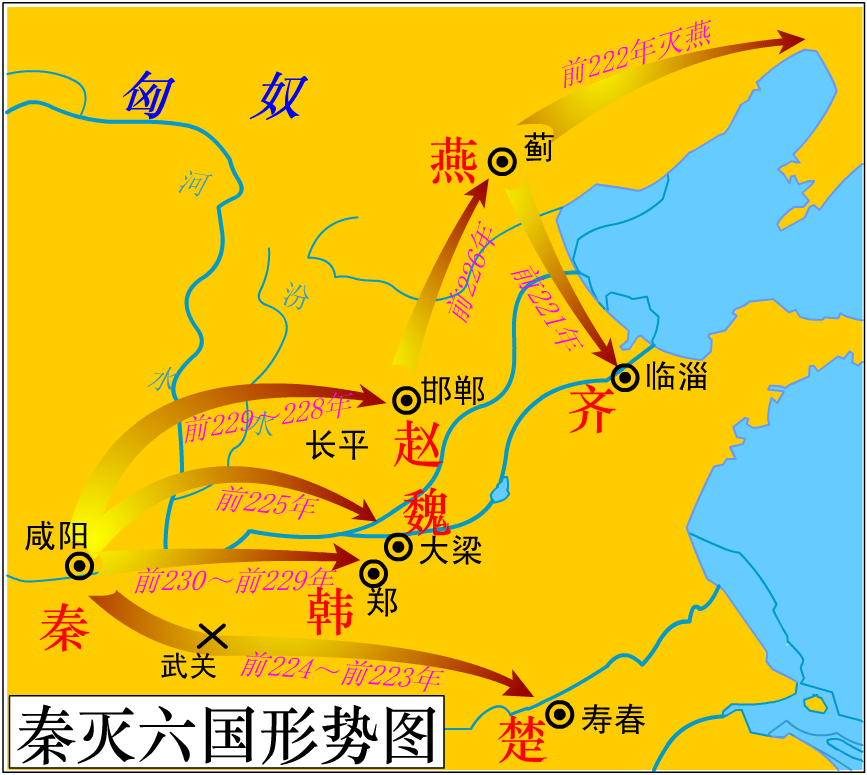
秦滅六國之戰局勢圖

此時六國以趙楚尚能抗衡秦國。趙國士卒精銳，有良將李牧，楚國領土與士兵尚多。為了抵制秦國進攻，楚春申君於前241年策劃，聯合楚、趙、魏、韓、燕聯軍直逼秦函谷關，但被秦國擊敗，楚國遷都壽春。秦國趁機猛攻魏國，魏國形勢危險，最後秦國因為國內發生大事而暫緩攻擊。起因是秦王政日漸長大，呂不韋恐懼繼續與太后私通之事洩露，便改以舍人嫪毐（lào ǎi）入宮服侍太后。嫪毐得寵，太后為其生兩子，封為長信侯，並專決國政。前239年秦王政之弟成蟜（jiǎo）於伐趙時，就因畏懼嫪毐而降趙。前238年秦王政發現此事，將意圖作亂反抗的嫪毐處死，並且幽禁太后、驅除呂不韋入蜀（呂不韋於途中去世）。秦王政掌權之後，聽從宗室大臣的建議，驅除呂不韋的食客（大多是三晉人）。但客卿李斯上書《諫逐客書》，說明外卿對秦國的貢獻。秦王政再度重用李斯，並且招攬尉繚與韓非等外國人。尉繚提出建議，以李斯派辯士、間諜賄絡六國名人政要，以為秦用。如果不受用，則暗殺之。這個辦法使六國離心離德，再配合軍事行動，使六國在十年內亡於秦國。而韓非提倡採用法家「法、術、勢」三派論點為一體來治國，受秦王政的重視，成為秦廷施政的原則。然而韓非最後被李斯害死，未能執政秦廷。
秦王政在李斯、尉繚等人的協助下制定「籠絡燕齊，穩住魏楚，消滅韓趙；遠交近攻，逐個擊破」的方針，展開秦滅六國之戰。首先是秦國東鄰的三晉，三晉以韓國最弱，趙國最強。前230年秦王政趁趙國飢荒，派内史腾率秦軍攻滅韓國，俘韓王安，韓國亡。接著是趙國，趙國名將李牧為秦之勁敵，曾於前233年擊敗秦國，殺秦將桓齮。前229年秦王政派秦將王翦攻趙國，賄絡趙王倿臣郭開，以反間計讓趙王遷殺李牧、廢司馬尚。隔年邯鄲陷，俘趙王遷，趙國亡，趙嘉率宗族逃到代城稱代王，即代王嘉。最後為魏國，然而前227年燕國太子丹派荊軻假借獻樊於期頭顱與燕地地圖而刺殺秦王政，最後失敗。為此，秦王政馬上派王翦領兵攻燕，於隔年破燕都薊，燕王喜退守遼東，殺太子丹以求和。
秦王政接著於前225年同時伐魏楚：命秦將王賁率十萬大軍伐魏、命李信、蒙武率二十萬大軍伐楚。王賁率十萬大軍於同年包圍魏都大梁，引黃河、大溝水灌城而破，魏王假投降，魏國亡。李信軍方面，因為據守郢陳的昌平君叛秦歸楚，李信軍只好回頭平亂，在路途上被楚國名將項燕襲擊而大敗。秦王政只好請老將王翦率領六十萬大軍，再度伐楚。王翦入楚境後屯兵練武、堅壁不戰，與楚軍對峙。前224年項燕因糧草不足、楚軍鬥志渙散，只好率軍南撤。王翦趁機追擊，渡淮水，攻陷楚都壽春，俘虜楚王負芻。項燕退守長江以南，立昌平君為楚王。前223年王翦造戰船，渡江擊潰楚軍，昌平君與項燕身死，楚國亡。隔年王翦攻百越，降越君。為了平定燕趙之地，前222年再派王賁攻滅東北的遼東燕王喜與代城代王嘉，燕國亡。此時六國只剩齊國，由於齊相國勝被秦國收買，當秦國滅他國時齊國只冷眼旁觀，等到五國均滅後齊王建才慌張派兵守齊國西部。而王賁軍在平定燕趙後，於隔年由燕地奇襲南下，攻下齊都臨淄，齊王建投降，齊國亡。齐人十分怨恨齐王建，但已於事無補。秦王政已平定六國，一統天下，建秦朝。

### 秦皇擴張

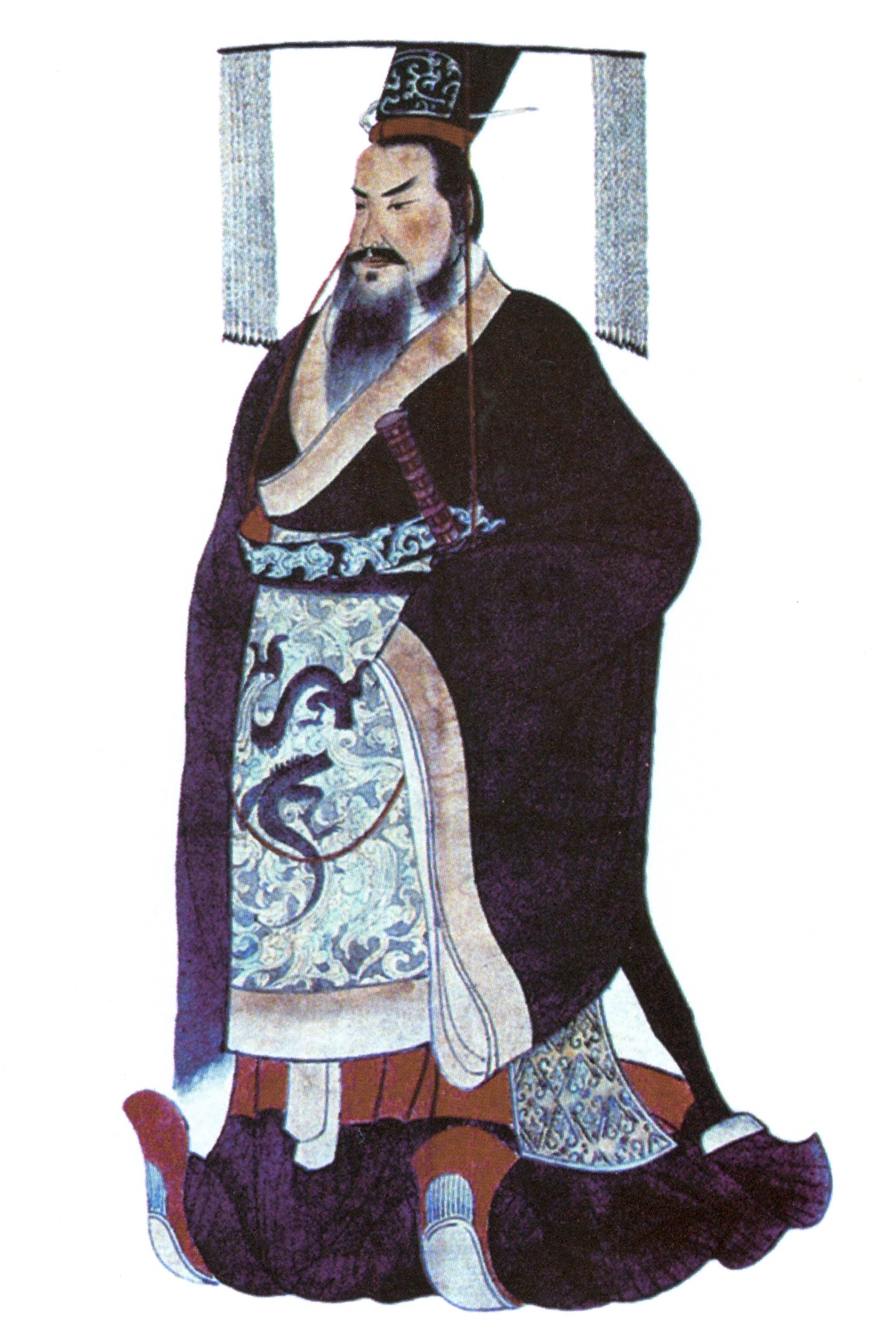
併吞六國，建立中國歷史上第一個統一帝國的秦始皇的想像图（实际上秦朝不执行周礼，皇帝并不穿冕服）

秦朝的建立，讓中國地區從一個抽象的地理概念變成一個具體的大一統帝國。秦王政自認其功業「功過三皇，德兼五帝」，自號『始皇帝』，史稱秦始皇，連鬼神也該對他敬畏。他認為諡號乃是「子論父，臣論君」，大為不妥而廢除之。改用世數尊號，宣布子孫稱二世、三世，以至萬世，代代承襲。其他像是自稱「朕」、「命」改為「制」、「令」改為「詔」等皆源自秦始皇開始。
秦始皇日理萬機，實行一系列政治措施以加強中央集權。皇帝擁有決策權，大臣只有議事權。實行三公九卿制，「三公」即是丞相、御史大夫、太尉，分掌行政、監察和軍事。在地方實行郡縣制，廢除周朝的封建制，地方首長均可輪替，其下還有鄉里制度。為了鞏固帝國，統一度量衡、貨幣、文字與車軌。戰國各國使用的刀貨、貝貨、鏟錢與圓錢，至此統一成秦半兩。由於各國文字不一，李斯修改秦國籀文，建立小篆並通行天下，而後程邈簡化小篆為隸書，流行於漢朝。為了「銷兵」以避免地方叛亂，沒收民間所有武器，於咸陽鑄大鐘與十二金人。強遷全國豪族富戶至首都咸陽，以便集中管理。仿照六國宮室規格，大肆營建；以咸陽為中心，沿涇渭二水沿岸興建離宮別館。為了讓軍隊便利前往帝國各地，於前220年建立馳道，以咸陽為中心通往四方。
秦建立一統帝國後，原六國貴族、豪強大姓，無論在原籍或遷徙關中/其他地區，均被施以什伍连坐法而強制分戶，成為什伍之民，相互連坐，原有侯爵家室及附庸們難以同聚共居。他們都被剝奪原有田宅、奴隸、賓客等轉屬於秦，失去政治權利，淪為與普通農民一樣需要承擔賦役，便嘗試以各種方式抵制什伍法。而原六國的普通農民，也因其故俗，在不經意間觸犯秦的什伍法而身陷囹圄，而秦始皇「剛毅戾深，事皆決於法，刻削毋仁恩和義，然后合五德之數。於是急法，久者不赦」。原六國社會各階層進一步將矛頭指向秦帝國官府，並重新強化起家室宗族與附庸間的聯繫以作為抗爭。
文教思想方面，秦始皇兼用儒生與法吏，祿養七十位博士，已備顧問。但秦始皇不許任何人批評他的政治措施。前213年，博士淳于越向他建議恢復封國制，遭到李斯反對。李斯還認為儒生非議朝廷法令，恐怕會擾亂人心，所以進一步要求燒毀政治性書籍，只留醫藥、吏書、卜筮與種樹等書，史稱「焚書」。秦始皇有請方士於海外求神仙與長生不老，但都未果。隔年，由於方士侯生與盧生二人批評秦始皇的行為，而後逃去。秦始皇大怒，審問咸陽所有儒生（秦朝儒生大多兼方士），但都不願承罪，於是都被活埋，史稱「坑儒」。由此可見，晚年的秦始皇想藉焚書坑儒來加強思想的控制。
對外方面，秦朝北方有匈奴、東胡與月氏等民族，其中匈奴與東胡對秦朝威脅極大。秦始皇三十三年（前214年），因方士所言「亡秦者胡也」的讖語，秦始皇命蒙恬率三十萬大軍北伐匈奴，占領河套地區，即九原郡，並且移民建長城。為了防範匈奴入侵，在前214年至前213年間，興建由九原通往咸陽西北雲揚（今陝西淳化）的「直道」；連接燕、趙與秦長城，完成西起臨洮、東至遼東的萬里長城。而南方以討伐百越為主，當時百越族在浙江南部有東甌國、福建有閩越國、廣東與越南有古南越國、廣西有西甌國與雒越。秦滅六國期間，降伏東甌、閩越以設置郡縣。統一全國後，派兵討伐南越西甌，即秦攻百越之戰。他先後派屠睢（前221年）、任囂與趙佗（前214年）南征。並且命史祿於湘江和珠江建立靈渠，以便運糧給南征軍。平定百越後，移民罪犯五十萬人至南方，以控制嶺南地區。
秦始皇在統一六國之後於渭水畔興建阿房宮（未完工）、於驪山修建秦始皇陵（未完工）。並且四處封禪、五次出巡。在鄒嶧山（在今山東鄒城）、泰山、芝罘山、琅邪、會稽山、碣石（在今河北昌黎）等地留下刻石，以表彰自己的功德。又依古代帝王慣例，於泰山祭告天地，以表示受命於天，謂之封禪。前210年最後一次東巡，他帶幼子胡亥同行，南巡雲夢、長江，途中於琅琊（今山東青岛）命徐福東尋仙丹，在返途於平原（今山東平原）生病，最後於沙丘（今河北平鄉）去世。

### 秦末民變
秦始皇死後，趙高與左丞相李斯密不發喪，密謀奪權。趙高為胡亥之師，與秦始皇長子扶蘇和蒙恬之弟蒙毅不合，而李斯也對蒙氏兄弟不滿。他們擁立胡亥為太子，假造詔令以賜死在九原督軍的扶蘇，史稱沙丘之變。等到東巡大軍返抵咸陽才發喪，胡亥繼位為帝，即秦二世。秦二世受趙高擺佈，賜死蒙氏兄弟，並殺害兄弟姐妹數十人。蒙恬的九原軍也由王離接管。秦二世縱情於聲色犬馬，圈養無數狗馬禽獸；徵招罪犯與百姓，續建阿房宮與秦始皇陵。秦朝政治趨向混亂，趙高把持朝廷，蒙蔽皇帝，控制群臣，指鹿為馬。前208年，趙高陷害李斯，腰斬於咸陽，夷三族。另外役民過甚，當時力役三十倍於古以及田賦二十倍於古。舊六國百姓不願受嚴刻的秦法箝制與無數的勞役折磨，於同年爆發秦末民變。

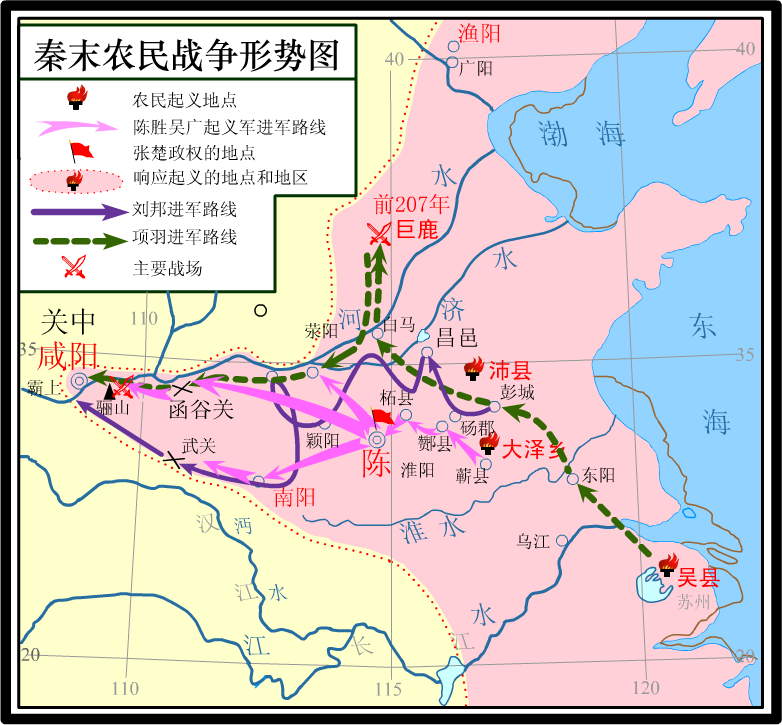
秦末農民戰爭形势图

前209年陳勝、吳廣運送士兵逾期，為避免全體處斬，就在四川郡的大澤鄉（今安徽宿縣）「揭竿而起」。大軍攻下陳（今河南淮陽）後，陳勝稱王，建立張楚。民變軍四處擴張，沒多久秦朝關東地區陷入動亂：北路軍武臣、張耳、陳餘北略趙地，周巿略魏地。西征軍吳廣攻榮陽（今河南榮陽）、周文攻函谷關、宋留攻武關。武臣占領邯鄲後自立趙王，以張耳陳餘為輔佐。他派韓廣略燕地，而後韓廣於燕地自稱燕王。周巿與復興齊國的齊王田儋作戰失敗後，擁立魏咎為魏王。而周文也越函古關逼近咸陽。此時關中空虛，擁兵50萬的南海郡趙佗不北上救援，自立为南越武王，建南越國。秦二世聽從章邯建議，緊徵在秦始皇陵工作的刑徒與民夫的兒子為兵，以章邯率領應戰，最後擊潰周文軍。而吳廣的部下田臧殺吳廣，並率軍與東進的章邯軍作戰，但也被擊潰。前208年初，章邯趁勝東進，擊潰陳勝軍於陳以西，陳勝被殺，宋留軍也投降。張楚餘部擁立景駒為楚王。
然而，在陳勝吳廣起事後的兩個月，江東會稽郡吳縣（今江蘇吳縣）的項梁、項羽舉兵起事。項梁軍精實，於前208年初渡長江北上，接納陳嬰、英布等人，軍隊逐漸擴大，最後連張楚景駒軍與沛縣（今江蘇沛縣）的劉邦軍也被吸收。項梁聽從范增建議，立楚懷王之孫熊心為楚懷王，定都盱眙，以激發楚人鬥志。聽從張良建議，立韓王後裔韓成為韓王。韓王成與張良游擊於潁川。此時章邯軍攻魏地，擊潰魏王咎、齊王儋與楚將項它，魏齊二王均死。項梁立魏王咎堂弟魏豹為魏王。而混亂的齊地最後被齊王儋之弟田榮領有，立齊王儋之子田巿為王，齊王田假（齊王建之弟）投奔項梁。項梁東擊秦軍，接連勝利。九月秦將王離率九原軍支援章邯，章邯於於定陶（今山東定陶）擊潰楚軍，項梁被杀。章邯認為楚軍不足憂，率軍北上擊趙。趙王武臣因內亂而死，張耳陳餘擁立趙國後裔趙王歇，定都信都（今河北冀縣）。章邯擊潰趙軍，命王離圍困趙王歇於鉅鹿（今河北平鄉）。楚懷王命宋義、項羽與范增北上救趙，命劉邦西進伐秦，並言道先入關中者在關中为王。前207年宋義駐軍安陽（今山東曹縣）不前。項羽不服，殺宋義奪軍權，率領楚軍渡河，破釜沉舟。項羽軍奇襲鉅鹿，擊潰秦軍主力，王離被俘虜，而蘇角與涉間皆死，史稱鉅鹿之戰。此後秦朝無兵平亂，諸侯拜服項羽，奉為聯軍領袖。而章邯因為戰敗，被趙高威脅，最後同司馬欣、董翳投降楚軍，后被封為雍王。
而劉邦緩慢地迂迴西進，收編散落的陳勝、項梁軍。前207年與張良會合於洛陽以東，然後奪南陽、定武關，入關中。此時趙高擔任丞相，因畏懼劉邦，命閻樂殺秦二世于望夷宫，改立子婴為秦王。同時，劉邦軍於藍田擊潰秦軍，駐軍霸上。秦王子婴發动政变，誅殺趙高，並於軹道向刘邦投降，秦朝亡。劉邦入主關中後，廢除嚴刻的秦法，推行約法三章，欲使子婴为相，受秦人擁戴。並聽張良建議，退出秦宮，靜等諸侯共同處理財富。項羽得知劉邦入關，率楚軍、諸侯軍與秦降軍急行。途中得知秦降軍有怨言，於新安（今河南新安）活埋大量降軍。劉邦擔憂項羽命雍王章邯主管關中，就封鎖函谷關。項羽大怒，攻下函谷關後進駐鴻門（陝西臨潼東）。劉邦前往開鴻門宴，雙方和解。項羽入咸陽後，殺子嬰，燒毀咸陽宮，掠奪財寶婦女東歸。此時的項羽，已然成為天下的主宰者。

### 楚漢相爭
秦亡後到西漢統一天下之間的歷史，史學家稱為「秦漢之際」或西楚時期。項羽成為天下的主宰者後，採取封建制，重新分封領土。他對楚懷王不滿，前203年尊為楚義帝，但只給湘江上游的小地，並於楚義帝就國途中殺掉。項羽自立為西楚霸王，領有梁楚九郡，都彭城。他分封十八諸侯，因為鄙視諸國原諸侯滅秦無功，而遷封或削弱領土，分裂諸國如齊分為三、秦分為四或楚分為四等等，並且大封諸國有功將領為王，這些措施讓部分諸侯與將領不滿，為項羽製造大量敵人。
當諸侯陸續就國時，項羽以韓王成無功、張良又輔佐劉邦為由廢為穰侯。齊相田榮有再造齊國之功，但因田假事件與項氏不合，也沒有封地。前204年田榮反叛項羽，獲得彭越軍的協助，率軍統一三齊，稱齊王。關中方面，劉邦被改封於漢中而非關中，章邯等三位秦降將入主關中，這讓劉邦與秦人十分不滿（秦人怪罪三位降將讓數十萬秦軍死在關外，又將災禍帶至關中，不適合在關中稱王）。劉邦在就國途中燒毀棧道，宣示無歸心。趁項羽無心關注關中之際，於前206年派韩信暗渡陳倉，包圍雍國首都廢丘（今陝西興平），占領三秦領地（然而雍國首都要到隔年才攻下）。同年，原燕王韓廣不願就國遼東，被燕王臧荼所殺，燕國統一。趙將陳餘之功等同張耳，但只封侯而非王，這讓陳餘不滿。前205年陳餘獲田榮之助，趕走張耳，迎趙歇為趙王，自封為代王並輔佐趙王歇，命夏說為代相，趙國統一。漢王劉邦統一關中後向外發展，河南王申陽降漢，立韓王信於韓地，並且遷都櫟陽（陝西臨潼東）。面對各地叛亂，項羽北上擊潰齊王田榮於城陽（山東莒縣）。田榮後死，楚軍持續北上沿路燒掠，齊人擁立田榮弟田橫續與西楚作戰。劉邦於前205年三月降西魏王魏豹、俘虜殷王司馬卬。而後以為楚義帝發喪為由，號召諸侯東征。四月，劉邦率諸侯聯軍五十六萬人攻入西楚首都彭城。項羽急率軍自齊返楚，奇襲聯軍，滅二十萬人，諸侯又叛漢附楚。而田橫也趁機立田榮子田廣為齊王。
戰事轉入楚漢對峙。劉邦收集散兵，固守榮陽、成皋（今河南汜水），賴蕭何供給關中的人力與物資，以抵禦西楚項羽的攻勢。面對僵局，劉邦派韓信、張耳側擊河北地區，汉军破魏将军孙遫军于东张，攻安邑（今山西夏縣）生擒魏将王襄，击魏王豹于曲阳，追至武垣生擒魏王豹，得魏王豹家属，尽定魏地，魏國亡。接著汉军斩代相邦夏說於邬东。隔年，刘邦率军擊潰趙王歇與陳餘的趙軍，趙國亡。同時間，劉邦派隨何拉攏九江王英布叛變。而後項羽派龍且擊潰，英布投奔劉邦。項羽還中反間計，猜忌范增，讓范增憤而告退。然而西楚對漢防線的攻勢仍然強烈。五月楚軍攻下榮陽、成皋，劉邦北逃至趙地，奪韓信軍權。劉邦命韓信東征齊國，一面率軍南下與楚作戰，又封彭越為魏相，負責截斷楚軍補給線。彭越攻下睢陽、外黃等城，項羽不得以返梁地平亂。前203年年初，項羽暫時平定梁地，但成皋也被劉邦占領。同年，韓信聽李左車建議，降伏燕國。同時間劉邦派酈食其說服齊王投降。韓信聽蒯彻建議，趁機奇襲齊國首都臨淄。齊王田廣殺酈食其，東奔高密，向楚求救。而項羽派龍且北援，韓信於濰水之戰擊潰齊楚聯軍，齊國亡。韓信坐鎮齊國，聽蒯彻建議自封齊王。十月，項羽北有韓信，內有彭越，西有劉邦，局勢轉壞。項羽只好與劉邦和談，以鴻溝為界，約成後項羽領兵東歸。
而劉邦聽張良、陳平建議，率軍追擊楚軍於固陵（今河南太康南），並以封王裂土為誘因招韓信、彭越圍攻項羽。前202年年初，劉邦聯軍包圍楚軍於垓下（今安徽靈壁），史稱垓下之戰。項羽率軍突圍，南至長江西岸的烏江（今安徽和縣），從人將盡，項羽就自刎而死。而後，劉邦罷韓信兵權，令灌嬰率軍渡江定江東。臨江王共尉不願投降，劉邦派盧綰、劉賈、靳歙先後攻打而下。前202年二月漢王劉邦受諸侯擁戴為皇帝，建國西漢，開啟漢朝，天下再歸一統。

## 疆域和行政區劃
秦朝的疆域於前214年達到最大，約等同近代中國的關內地區。其疆域西起臨洮、東至遼東，北疆為萬里長城，西南至巴蜀地，正南至兩廣、越南北部，東南至東海、台灣海峽，正東至海，這是中原王朝的傳統疆域範圍。所有的邊疆地區都站有險要的地形，構成天然的國防線。當時的氣候與現在相比，比較溫暖潮濕，森林草原的覆蓋率也比較高。使得淮水以南的江南地區都屬於潮濕的熱帶叢林氣候，關中地區的森林也十分茂密，畏寒的竹類在當時也分佈在黃河渭水一帶。而長城一線約等同十五吋等雨線，成為遊牧和農耕的邊界，長城的北疆意義對後世影響甚為巨大。
關於疆域的變遷，秦朝的前身為秦國，其疆域在春秋時期領有關中地區，在戰國時期大幅擴張。到秦昭襄王時，秦國領有關中、漢中、巴蜀、河東、南陽與南郡等地，幾乎佔有一半中原地區。於秦王政時發起秦滅六國之戰。每滅一國即設置若干郡，如滅韓設置潁川郡，滅趙設置邯鄲郡、鉅鹿郡、太原郡，滅燕與代分別設遼東郡與代郡。前230年—前225年滅韓趙魏等國、並破燕國，秦國勢力擴張到河北、河南之地。前225年—前223年間滅楚國與越族，秦國勢力擴大到長江下游。前222年滅燕國與代國。最後於前221年滅齊。秦朝建立後，疆域由中原地區向四方擴張，前215年派蒙恬北伐匈奴，奪河南地，建九原郡。興建萬里長城，成為中原王朝的北界。南方方面，降伏閩越後設置閩中郡，並於前214年發起秦攻百越之戰，將疆域由長江流域延伸到嶺南地區、南海海邊與越南，設置南海郡、桂林郡與象郡，至此疆域達到最大。秦朝滅亡後，由於項羽分封十八諸侯，出現三秦、三齊等地域範圍，與三楚、三晉等成為秦漢之際的地域範圍。

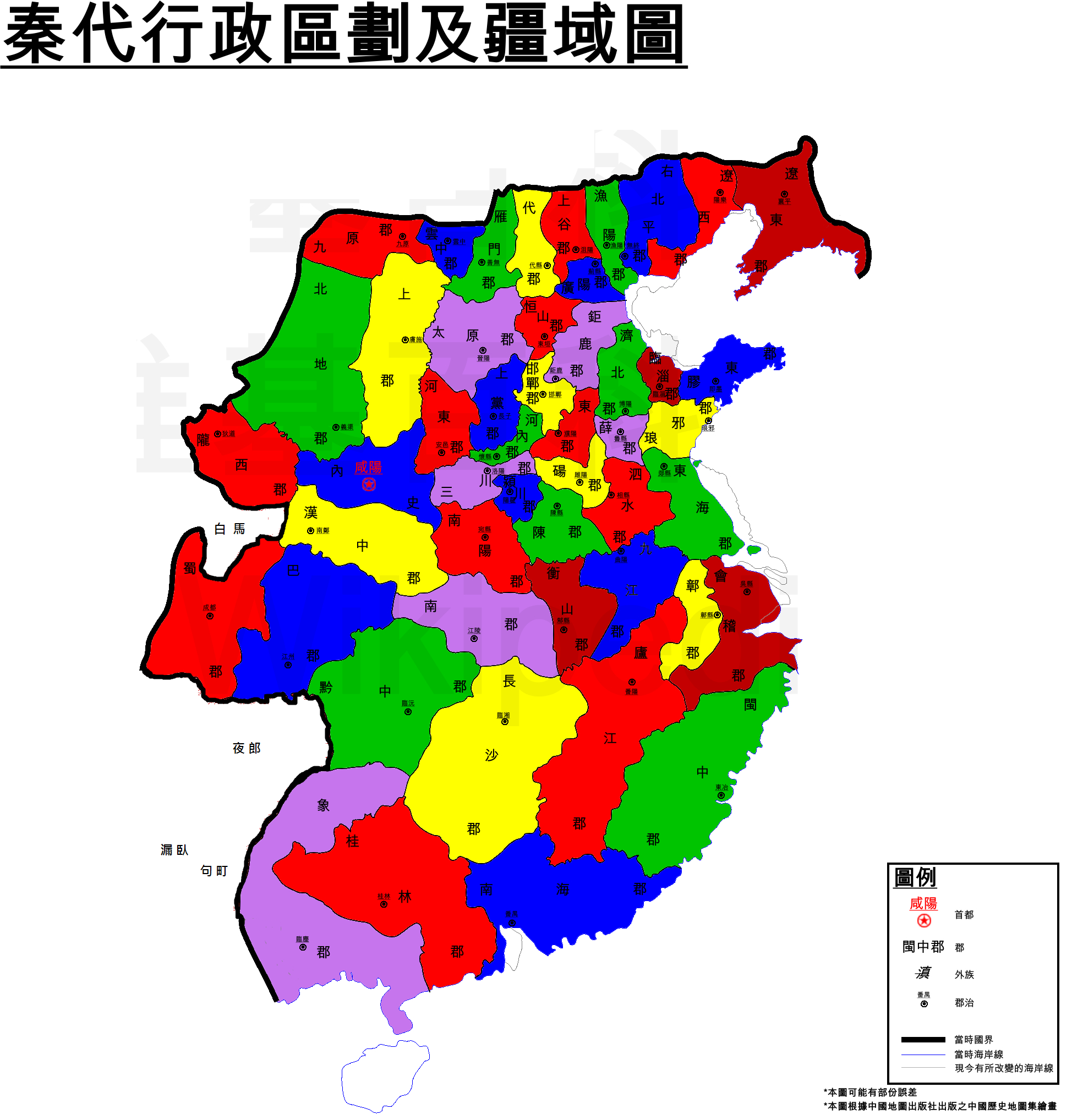
秦朝行政区划狀態圖

秦朝的行政區劃為郡縣制，即郡（內史）、縣（道）制。早在戰國晚期，秦國與其他六國就推行郡縣制，只是秦國的封君食邑在嫪毐事變後完全被剷除。秦朝曾有兩次提議加設封國制，一次是立國之初丞相王绾建議如同周朝，增封秦皇諸子到東方新征服之地為王，一方面管制地方，另一方面拱衛中央。但李斯認為過數代後列國尾大不掉，反而成為帝國內患。第二次是儒生淳于越同周青臣辯論，他希望同商周時期設置封國，認為這樣才能如同商周常保國祚，遭到李斯的強力反對，埋下了焚書之禍。秦郡的特色是根據自然區域而劃分的，每郡多半以平原或盆地為中心，邊原為山地或高地。據《史记》記載，立國之初有三十六郡，后来增加至四十八郡，此外还有四十郡、五十四郡的说法。由于秦末民變和楚漢戰爭的严重破壞，导致详细资料的不足。
秦朝對地方控制十分嚴謹細膩。首都咸陽及附近關中平原由內史直轄。闽中郡由原君長閩越王無諸管轄。部分郡底下有為少數民族地區設「道」，這是因為秦廷只能掌握該地區的交通要道而故。每郡設有主管民政的郡守、主管軍事的郡尉、主管監察的郡監，郡守下設郡丞為副手。內郡郡守沒兵權，但邊疆與外族接壤，需要屯駐軍隊，所以郡守也有管理軍隊的權力。而邊郡郡承改稱長史，掌管兵馬事物。而縣置縣令，人數不滿萬戶的縣稱縣長，縣令也有縣承、縣尉，職務與郡承郡尉相似。縣以下有鄉。鄉官有掌教化的三老、掌訴訟賦稅的嗇夫（大鄉為有秩）、掌巡查緝盜的游徼等。一鄉轄十亭，亭有亭長。一亭十里，里設里正。一里轄百家，五家為伍，十家為什。
- 秦四十八郡分別如下（內史非郡，粗體為立朝後設置，斜體為不確定）[26]：
  - 秦地：隴西郡、北地郡、漢中郡、巴郡、蜀郡
  - 魏地：上郡、河東郡、東郡、碭郡、河內郡
  - 趙地：雲中郡、代郡、鉅鹿郡、邯鄲郡、太原郡、雁門郡、常山郡
  - 韓地：上黨郡、三川郡、潁川郡
  - 楚地西部：南郡、黔中郡、南陽郡、長沙郡
  - 楚地南部：九江郡、會稽郡、衡山郡、鄣郡、廬江郡
  - 楚地北部：四川郡、薛郡、陳郡（楚郡）、東海郡
  - 齊地：齊郡（臨淄郡）、琅邪郡、濟北郡、膠東郡
  - 燕地：廣陽郡、上谷郡、漁陽郡、右北平郡、遼西郡、遼東郡
  - 越地：閩中郡、南海郡、桂林郡、象郡
  - 匈奴地：九原郡
- 另外，根據里耶秦簡，可能還有洞庭郡和蒼梧郡[25][29]。

## 政治體制

### 官制
秦朝的政治體制為皇帝制與三公九卿制。秦國的政治制度由商鞅打下基礎，而李斯是加以發展、延伸。秦朝建立以皇帝為首的中央集團制度，皇帝擁有決定權與人事任免權，被後世中國各朝代所採用，而三公九卿掌握參政權。
三公分別是：處理全國政務、選用百官的丞相，負責監察百官的御史大夫（兼副丞相），掌管全國軍隊的太尉等。三公待遇相等，但丞相權力最大，居三公之首，御史大夫與太尉為輔佐，而皇帝委託政事給丞相處理。三公是從周朝的官職變遷而來。丞相源自掌握禮節的相，到春秋戰國逐漸參與政事，被國君提拔以制衡公卿，最後成為一國最高的行政首長。丞相的職稱也非秦國獨創，六國皆有丞相之官。秦朝丞相始於前309年，秦武王設置，並分左右丞相。前275年曾以魏冉為相國（比丞相更為尊崇），秦王政時期呂不韋也擔任此職。前208年李斯被殺後，趙高以宦官擔任，稱中丞相。丞相的幕僚有侍中、尚書與舍人等。太尉源自戰國的尉，本為君主的侍衛，後為代替貴族掌管軍事之官。地位最高的為國尉，趙國也有此職務。秦昭襄王時白起就擔任過國尉，秦王政時尉繚也擔任此職。但秦朝建立後太尉為虛職，軍權由秦始皇直接掌控。御史大夫為副丞相，為御史們的領袖，所以稱為大夫。御史本為君王近臣，掌管記事之職，戰國時為君主的耳目，替君主監察百官。秦國設大夫為御史領袖，到秦朝時，地位才提升到僅次丞相。重要幕僚有御史承（對內事物）、御史中承（專管監察）及侍御史十五人，另有符節令、領符璽郎數人。
九卿為中央政府下轄的九個官職，通常也表示整個朝廷。九卿也是源自周朝的官職，共有：衛尉（皇宮保衛）、郎中令（警衛）、太僕（宮廷車馬）、廷尉（司法）、典客（外交）、奉常（宗廟禮儀）、宗正（皇室內部事務）、少府（山河湖海稅收和製造業）與治粟內史（財政稅收）等，另有內史（管理首都與關中地區）與將作少府（宮室興建）等。除了九卿，秦廷還設有中尉（巡視首都、緝察盜賊）、詹事（管理皇后與太子家事）、將行（皇后之卿，由宦官擔任）與主爵中尉（管理列侯事物）等。秦朝國家機構齊全，在中國歷史上的建立中央集權制度的特點。這種「職臣遵分，各知所行」的管理方式，使不同行政機構並立，不相統屬，只對皇帝負責。由於強化官僚的行政職能，進一步削弱宗法貴族對朝政的影響力。

### 法律

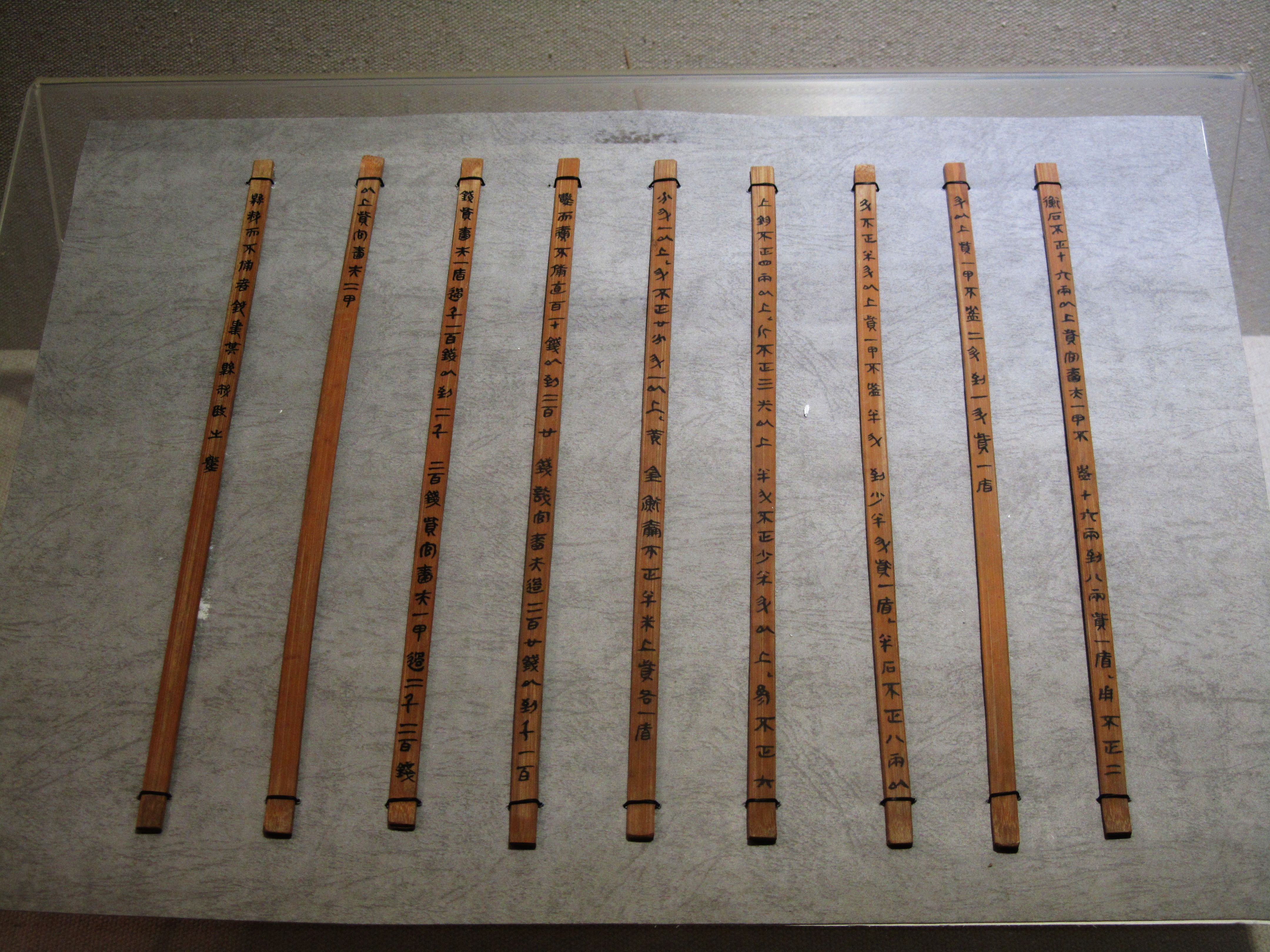
《睡虎地秦簡》，記錄秦朝當時的法律及公文。圖中為《效律》篇的部分条文

秦廷重視法家，所以秦律為中國古代較為完善的法律體系。秦律的許多法律刑責都極端殘暴和酷烈，導致「奸邪並生，囚徒塞路，牢獄成市，天下愁怨，潰而叛之」。
秦律主要是刑法，刑責分為死刑、肉刑、笞刑、徒刑、遷刑、髠刑與耐刑、罰金、贖刑、連坐與族刑、剝奪政治權力與誶刑等。死刑分為九類，有梟首（斬首示眾）、棄市（處死於鬧市）、斬（砍頭與腰斬）、車裂（五馬分屍）、磔（分裂肢體）、戮（處死後陳屍示眾）、定殺（淹死）、生埋（活埋）、絞（絞死）等。據《漢書‧刑法志》，商鞅時期還有鑿頭顱、烹殺等等慘忍刑罰。肉刑分為四種，有黥刑（臉上刺字）、劓刑（割鼻）、刖刑（断足）、宫刑（去除生殖器）等，這四種肉刑是自夏商周三代流傳下來的，在推崇重刑的秦廷中十分常用，例如受過宮刑的犯人就有七十餘萬人。笞刑就是用竹木板責打犯人。徒刑就是服勞役，分為城旦舂（男修城牆、女舂米）、鬼薪（男砍山柴）、白粲（女擇米祭廟）、司寇（至邊疆勞役）、罰作復作（男至邊疆戍守勞役、女至官府勞役）、侯（從事嘹望、防禦）、下吏（官吏被罰服勞役）、隸臣妾（罰作官奴婢）。遷刑是強制犯人遷至指定地區服勞役而不得返回原地。髠刑是剃光犯人頭髮，耐刑是剃光犯人鬍鬚與鬢毛。罰金是犯人繳納罰金或有價物給政府。贖刑是用罰金來贖免其被判處刑罰。連坐是連帶犯人的家人、鄰里和相關人等均受刑，族刑則是滅絕犯人全族。剝奪政治權力共有奪爵、廢、削籍等。誶刑則是責罵犯人。
總之，按照輕罪重刑原則，秦律可以被稱為苛政嚴刑。因為戰爭的利益與統一天下的慾望，人民尚可承受此嚴刑。當秦始皇統一天下後，未能輕徭役、省刑罰，使得山東六國遺民不能接受此等苛法，而關中秦民也希望能緩和徭役，埋下秦朝動盪不安的後果。
秦朝政治另一個特色是連坐法。對於各級官僚，當某處底層發生社會動蕩等嚴重違反秦律的事情，則從最下級官員一直到中級官員全部撤職，只需要審判最底層的官員，定罪後則他的幾層上級無須審判就可全部定罪。在地方，則有什伍連坐法，按軍事組織把全國吏民編製起來，將農戶的住宅集中在田邊聯排建設，戶戶相鄰，並以「五家為伍，十家為什」編為單元，便於互相監視，互相檢舉，每組單元均設立負責人，若單元內有人犯法或舉報，負責人要向上級彙報並依法律處理。農戶不准擅自遷居，不得私下鬥毆，不留宿未登記之陌生人，不得私售糧食等等。這種嚴苛的法律把農民牢牢束縛在土地上，國家直接控制了全國的勞動力，極大提高糧食賦稅收入。

## 外交

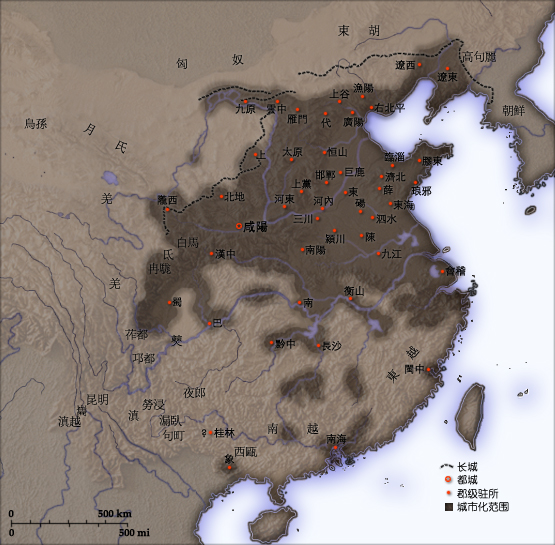
秦朝四周鄰國的分布圖與秦長城位置圖

秦朝統一天下後，北方的外族威脅較大，有匈奴、東胡與月氏等，其中以匈奴最強盛。匈奴分佈在山西、陝西北部到漠南地區，可能是源自西周的玁狁，在戰國時期擊敗燕國、趙國兩國，這兩國興建長城以禦北疆。在秦滅六國之戰時，列國忙於內戰，匈奴趁機坐大。到前215年，因方士提出「亡秦者胡」，秦始皇就派蒙恬率三十萬大軍北伐匈奴，頭曼單于率眾北遁，遷都頭曼城（今內蒙古陰山山脈北）。秦朝占領河南地，設九原郡。而後在前214年至前213年，秦廷連接秦長城、趙長城與燕長城而成萬里長城，長城成為游牧民族與農耕民族的分界線。蒙恬守北防五年，匈奴懾其威猛，不敢再犯。然而到秦二世時，冒頓單于奪得單于之位，在他的經營下匈奴走向強盛。東胡分佈在河北、遼寧北部與內蒙古東部一帶。春秋時期兼併山戎，戰國時期勢力擴大，號稱「控弦之士二十萬」，多次南下侵入中原，後被燕將秦開擊敗。在秦漢之際衰退，而被匈奴擊潰。最後發展出鮮卑、烏桓等東北民族。而月氏分佈在甘肅、內蒙古西部一帶，經常與匈奴發生衝突。秦末民變時期，月氏實力強大，與東胡一同脅迫匈奴，匈奴曾送人質（時任太子的冒頓）於月氏。而後於前205年—前202年間被匈奴擊敗。月氏一分為二，向西遷徙，最後在西域立國的為大月氏，遷移到青海北部的為小月氏。

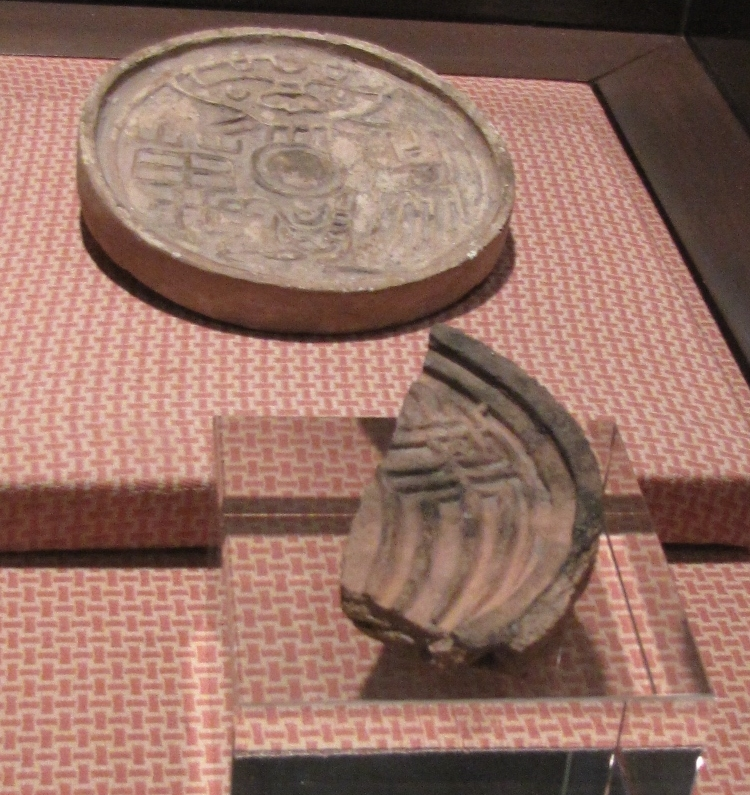
闽越国冶城的瓦当

而南方以百越為主，在浙江南部有東甌國、福建有閩越國、廣東與越南有古南越國、廣西與越南北部有西甌國與雒越國。秦滅六國之戰時，於滅楚平越後，降伏東甌國與閩越國。於前222年在于越之地設會稽郡，於東甌閩越之地設置閩中郡，派原閩越王無諸為閩中郡君長。秦朝建立後，秦始皇基於統一南方與獲得象牙、犀角、珍珠等等南方財富，發動秦攻百越之戰。約在前221年—前219年間，派屠睢率領五路大軍南下攻打西甌國與古南越國。雖然大軍攻下古南越國首都番禺，但是地廣人稀，時常有游擊襲擊糧道，戰事拖延三年。而後派史祿於湘江和珠江支流灕江建立靈渠，以便運糧給南征軍。這樣南征軍得以深入到西甌國內，攻殺其君長吁宋。然而游擊依舊未止，屠睢最後也被擊殺。前214年秦始皇再派任囂與趙佗率樓船士入援，並且先後派士兵、罪犯或百姓武裝移民，嶺南地區得以粗安。此後，於番禺設置南海尉以控管嶺南三郡（南海郡、桂林郡與象郡），於嶺南西北的靈渠與灕江交接口設置堡壘（今廣西興安秦城遺址），史稱「置東南一尉，西北一侯」。秦二世時，秦末民變爆發，南海尉趙佗閉關自守，不派軍隊北援平亂。而後自稱南越武王，建立南越國。

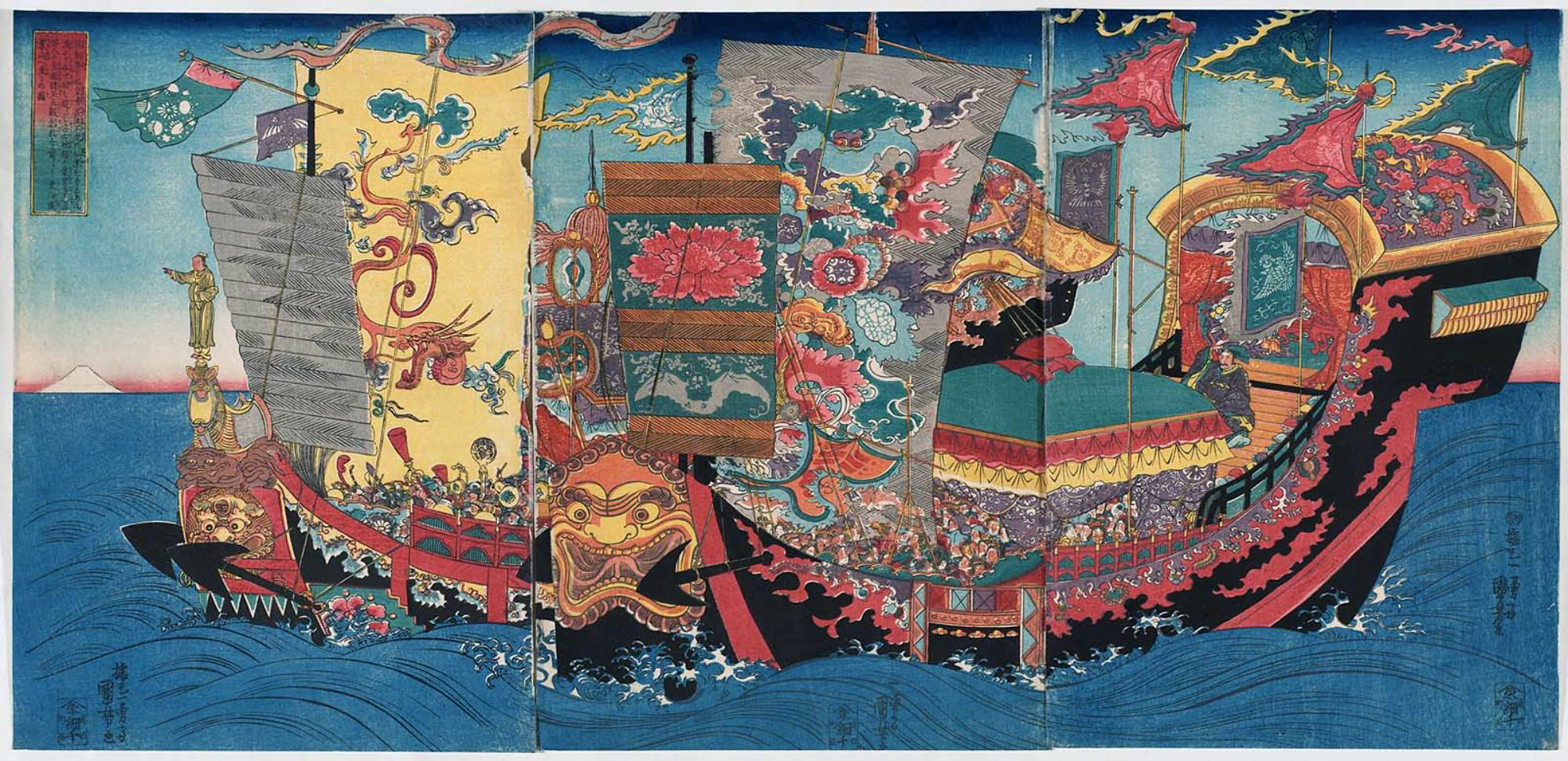
徐福渡海帆船的浮世繪

而東北部分，大多為東夷族的後代，位於今遼寧的有濊貊，位於今吉林的有肅慎，位於今朝鮮半島北部的有箕子朝鲜。箕子朝鲜於秦漢之際被衛滿率東逃之民征服，建立衛滿朝鮮。秦始皇為了長生不老，聽信方士徐福之言，認為東海的蓬萊、方丈、瀛洲等三座仙山上有仙丹，於是派徐福於琅岈準備尋覓。前210年秦始皇東巡琅岈，徐福推託說海上有大魚，而無法出巡。秦始皇就派人射殺之，並迫徐福率童男童女遠航。據說徐福可能抵達日本九州或大阪一帶建國。
西方则有西戎、西羌等族。西戎聚於關中隴西一帶，於春秋戰國時期與秦國時常戰爭，最後被秦國同化。西羌聚居於今陝西、甘肅、青海一帶。秦國向西擴張時曾與羌人發生過戰爭。西南方的國家統稱西南夷，有位於滇東黔西的夜郎國、且蘭、句町等國，與滇中的滇國（據說為楚將莊蹻所建）、勞浸、靡莫等國，滇西的昆明國、斯榆、桐师、哀牢等國。因交通道路不便，所以秦廷只有修建五尺道，此道經僰道（今四川宜宾）、朱提（今云南昭通）到滇池，以溝通夜郎、滇等國為主。

## 軍事制度

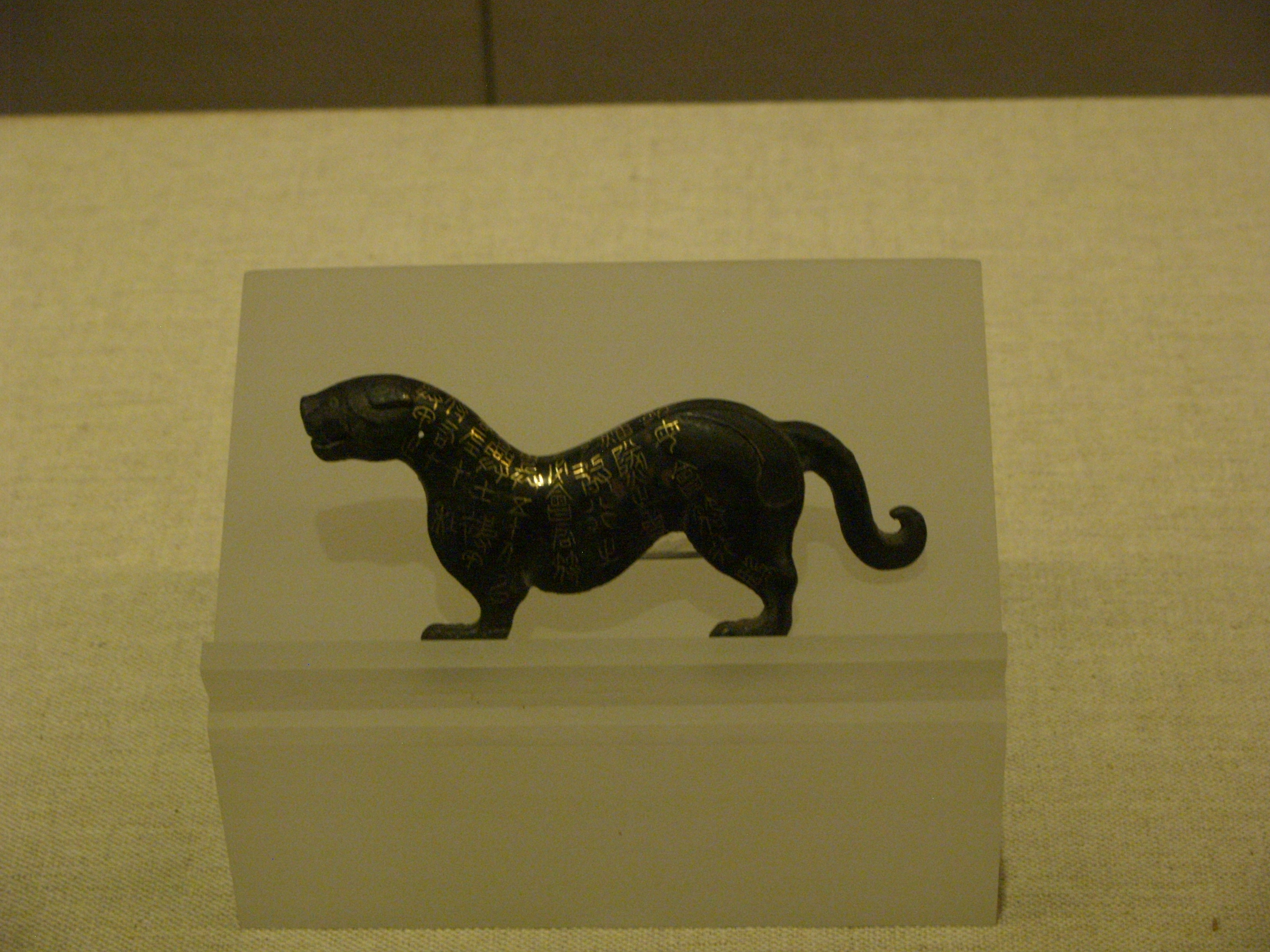
杜虎符，是秦朝用於傳達命令、調動軍隊的一種特殊憑證

秦軍事制度，以春秋戰國時秦國商鞅變法的基礎發展起來。秦始皇兼任太尉以掌控軍權。平時太尉掌握全國兵事，戰時則另置將軍，作為軍隊的最高統帥。將軍有上、前、後、左、右將軍之分，其下有裨將、都尉與司馬等。還有監軍以監督出征軍隊。戰爭結束後，軍隊交還國家。
秦朝採取徵兵制，主要是全國男丁，一半務農，一半當兵。自二十三歲開始服役。先在所屬郡縣服役一月，即「更卒」；再赴首都任戍衛一年，即「正卒」；最後屯邊一年，即「戍卒」。秦朝建立前夕，約有軍隊五十萬人。然而統一後兵力反而擴充，例如北駐五原與南戍南越即調動九十萬，修築阿房宮與驪山秦始皇陵又動員七十萬人。因兵員濫用而不足，又動員商人、罪犯、贅婿與閭左（貧弱的人）為兵，戰鬥力也大為稀釋。到秦末農民戰爭就有兵力不足與素質不齊的問題。
秦朝的軍隊組織，可分為正卒（京師兵）、更卒（地方兵）和戍卒（邊兵）三部分。京師兵由郎官、衛士和正卒組成。郎官由郎中令統領，衛士由衛尉統領，負責宮廷內外的警衛。負責守衛京城的屯兵由中尉統領。地方兵置於郡、縣，一般由郡尉、縣尉協助郡守或縣令統率，平時維持地方治安，戰時聽需以皇帝「虎符」為憑才能徵調。邊兵主要負責邊郡戍守，由邊郡郡守統領，下轄都尉和部都尉。軍種分為輕車（車兵）、材官（步兵）、騎士（騎兵）、樓船（水兵）四個基本兵種。大抵平原諸郡多編練騎士、輕車，山地諸郡多編練材官，沿江、海諸郡多編練樓船。秦軍以步兵為主，騎兵、車兵為輔。车兵虽已不是军队的主体，战斗时远则以弩箭射击，近则以矛钺格斗。步兵是秦代军队构成中的主体，分有重装步兵和轻装步兵两种。騎兵方面，用於北击匈奴和镇压农民起义的战争。樓船士主要分布在巴蜀地區，而後擴展到江南，在南征南越時被用於支援步兵。
秦朝軍制的一個特色是商鞅制定的二十等爵制度，共二十等。軍士要憑斬殺敵人首級而升爵，但這應該限於低階爵位。升爵一等者，有罪可以減免，五十六歲退役。無爵者稱為「士伍」，六十歲才能退役。最高為徹侯，可有食邑，大者食縣、小者食鄉、亭。由於這個制度，使得秦人善戰，被稱為「首功之國」。
秦軍的武器裝備大多採用銅器，直到秦朝建立後，獲得六國大量鐵兵器，以及中原冶鐵技術，才完全以鐵器為主。秦軍的遠射武器十分先進，不論步兵、騎兵或車兵，都裝備有大量的弓、弩、箭。其箭大多採用飛行穩定、準度高的三出刃簇。還有一種特大的簇，專門用於強弩。秦軍的近戰武器大多以銅器為主，有長柄的戈、矛、戟、鈹，短柄的彎刀和劍，還有某些過了時的鏢、殳、鉞等等。秦式铜剑不仅长，而且很锋利。一些剑出土时毫无锈蚀，光洁如新，锋刃锐利。经试验，一次尚能划透18层纸。秦剑多数为双手使用，少数剑茎较短者可能是单手剑。秦軍的鎧甲已經制式化，均用金屬製成，式樣因兵種及職位不同而有所區別。

## 人口
秦朝人口没有可靠的数据，历代学者只能根据各种的条件推算。葛剑雄在其著作《中国人口发展史》中推算为前213年有2,500万人口左右。范文瀾在其著作《中國通史》中認為秦時中國人口約為兩千萬左右。秦末民變和楚漢戰爭造成期間大量人口死亡。秦始皇時代的人口總數在2000萬～3000萬之間，但在經過戰國末年長期的戰爭之后，人口數量已經有了很大幅度的下降，所以當時普遍存在的是勞動力的不足，而不是人口壓力。正因為如此，秦始皇在大規模征調民眾服勞役和兵役時不得不採取殘暴的強制手段，而且已顯得捉襟見肘，如對征南越的軍隊派不出更多的增援和補給，在設置新政區后也無法遷入更多的移民。秦亡以后和西漢初年，秦朝的新領土喪失殆盡，西南和南方全部為當地民族奪回，或建立了實際上獨立的政權，一個重要的原因就是來自秦朝的駐軍、行政人員和移民數量太少。就是在中原移民集團掌握了政權的南越國，還得依靠當地的部族首領，沿用百越習俗。秦朝曾有一些人從山東半島及東南沿海地區遷往朝鮮半島和日本列島，但他們大多是出於逃避秦朝統治的目的，或者是長期海洋遷移傳統的延續，並不是遷出地人口過多的結果。
秦廷為了穩固帝國，透過遷移六國富商貴族入關中的方式以嚴格控管透過武裝移民的方式鞏固新征服之地。第一類即是「實關中」，如前221年秦始皇「徙天下豪富於咸陽十二萬戶」，目的在於加強統治，削弱關東地區的經濟力量，把關中發展成為帝國的政治與經濟中心。第二類是武裝移民邊區，例如移民瑯邪郡三萬人；在北方經營「新秦」，遷罪人以實邊疆。還曾向麗邑（今陝西臨潼）移民三萬人、向雲陽（今陝西泾阳）移民五萬人等等。其中最有名的遷移有兩次，分別是前214年秦始皇派蒙恬率30萬大軍，奪取河套地區，設九原郡，遷徙內地人民以發展生產，加強邊防。以及秦攻百越之戰後期，徵集「諸嘗逋亡人、贅婿、賈人為兵」（大概是商人和囚犯等人）近10萬加上原先剩下的20萬秦軍部隊南征成功，設置桂林、南海、象郡等，派官進行治理，遷徙50萬中原人民與百越族雜居。這些都對長城沿線和華南的開發起了重要作用。
| 年代                      | 戶數 | 口數              | 備註 |
| ------------------------- | ---- | ----------------- | ---- |
| 秦始皇三十四年（前213年） |      | 約2500萬人        |      |
| 秦始皇三十七年（前210年） |      | 約3000萬人        |      |
| 漢高帝五年（前202年）     |      | 約1500萬-1800萬人 |      |

## 經濟
秦朝經濟以商鞅變法的制度為基礎，即耕戰、重农抑商、盐铁国营政策，主要以提升土地的粮食产出與迅速增加人口為目標。統一天下後，秦始皇將此制度推廣到關東地區，不合理的以關中奴役關東地區的區域經濟方針。秦始皇期望「諸產得宜」，在謀求「男樂其疇，女修其業」，即民眾都積極在社會生產的積點上，形成新的經濟秩序，實現所謂「黥首是富」，「諸產繁殖」。由於秦朝經濟的史料有限，後世對其管理方式大多採負面評價，所以有賴出土文獻如《睡虎地秦簡》、《里耶秦簡》釐清。總之，秦朝經濟是採取精密又嚴格的軍事化管理，以極端苛急的政策傾向為特徵。秦朝工商業的發展戰國以來社會生產力的飛躍發展，秦統一國家的建立，以及秦始皇推行的有關經濟政策，促進了秦代手工業和商業的發展。經濟的發展，使得秦漢時形成四個經濟區域，分別是山西（即關中巴蜀）、山東（即關東平原）、江南（淮水以南）與龍門、碣石以北（燕山、晉北、陝北與隴西等長城一帶）等四大經濟區。

### 農業

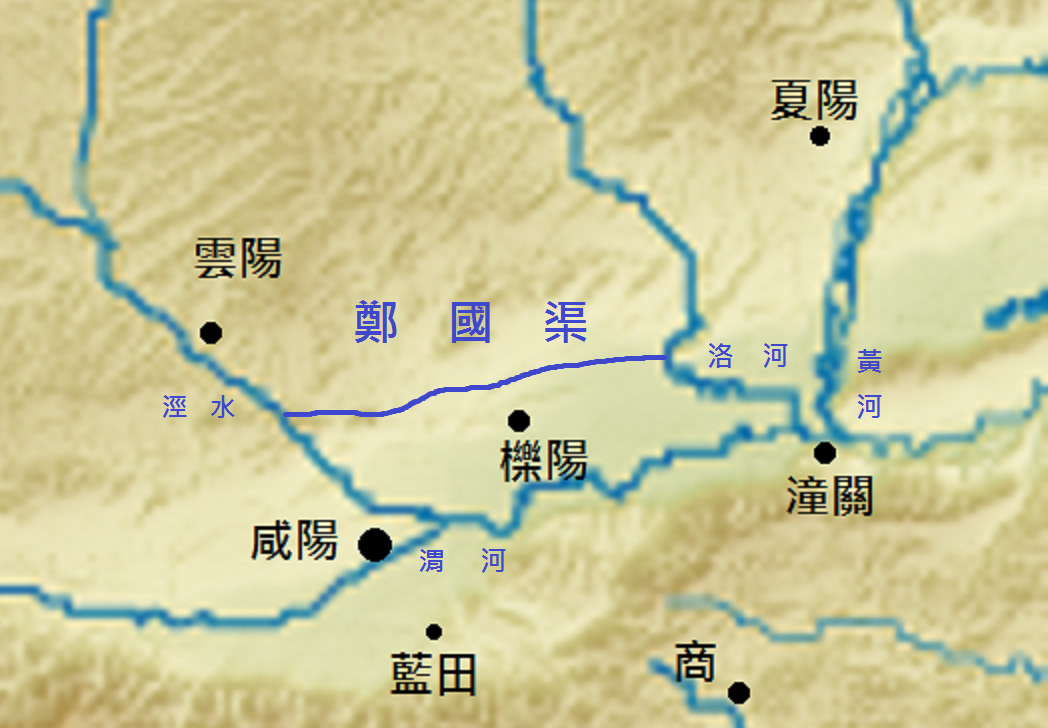
鄭國渠位置圖

早在战国初期的秦國，商鞅變法推行「國家授田制」、「什伍連坐法制」與「重農抑商」政策以提倡農業。此後秦國的經濟體制轉入「耕戰」，即重視農業生產和對外戰爭。以農業生產支持對外戰爭，平民可以由二條路徑獲得國家爵位和官位，分別是：參軍作戰，透過獲得敵方首級折換國家爵位；農戶可以將家裡的存糧按一定比例折換國家爵位。關於國家授田制，秦廷將新開墾土地、無主土地、罰沒土地、戰爭奪得土地，通過法律形式授予以農戶為單位的家庭。授予土地不可出售或出租，若農戶家中無男性繼承者，則土地由朝廷收回並重新授予其他農戶。秦律禁止父子兄弟同室而居，凡民有二男勞力以上的都必須分居，獨立編戶，並授予新的土地。前216年秦始皇推行「使黔首自實田」，即讓人民向官府實報領有田畝數量，使秦朝進入土地私有制，國家授田制逐漸式微。什伍連坐法把農民牢牢束縛在土地上，國家直接控制了全國的勞動力，極大提高糧食賦稅收入。由〈田律〉、〈廊莞律〉可知秦廷與郡縣政府要負責各地區地籍、戶籍的登記與管理、耕牛的統一飼養與出租、鐵器的出租、種子的出租，並興修區域水利工程。秦廷十分重視降雨即時撥種，並且要上報農田生長狀況、天災危害狀況等等，讓秦廷進行具體的規劃與評估。
秦朝對水利工程十分重視，先後建立都江堰、鄭國渠與靈渠。鄭國於關中興建的鄭國渠為秦國開闢大量良田，提升經濟力，助長秦國吞併六國的能力。秦國李冰及其子為了解決蜀地岷江防洪與引水灌溉問題，建立的都江堰。《史記·河渠書》記載，「穿二江成都之中，此渠皆可行舟，有餘利用溉浸，百姓饗其利。」岷江和長江因之得以通航，岷江上游盛產的木材還可以漂運成都，使得成都從秦朝時起便成為蜀地交通的中心。靈渠則偏向運輸為主，為打通長江與珠江的重要渠道，溝通、運輸中原與嶺南地區的貨物。
秦漢農業結構為「主穀式」，主穀種植比例比大豆、小豆、芝麻、葵花子、麻等還要普遍。江南經濟區與山東水力豐富之處以水稻為主，山東經濟區以大麥、小麥、椹麥、春麥、栗、黍、稷、菽等農作物。這些在先秦時期早已種植，但在秦漢時期，麥的地位逐漸超越其他農作物。至於秦朝農作物產量，根據《睡虎地秦簡‧倉律》：「種：稻、麻畝用兩斗大半斗，禾、麥畝一斗，黍、苔畝大半斗，菽畝半斗。」。
由於軍事後勤的需求，秦始皇先後在全國各地興建許多大糧倉。縱觀秦糧倉所設之處，可以分作三組：第一組太倉、敖倉、陳留倉、櫟陽倉、咸陽倉、龍岩倉等，與漕運關東糧食以供應關中有關。因為陳留倉地處鴻溝，是江淮運輸的必經之地，而龍岩倉、敖倉居滎陽附近，臨近黃河，正是鴻溝轉入黃河之處。霸上倉、櫟陽倉則是從黃河沿渭水運抵咸陽的終點站，太倉則是漕運的起點。第二組為督道等邊郡諸倉，專為北方軍事征戰而設的，是內地糧食運往邊境的貯藏地。第三組成都倉建置時間較早，也是與軍事行動有關。

### 手工業

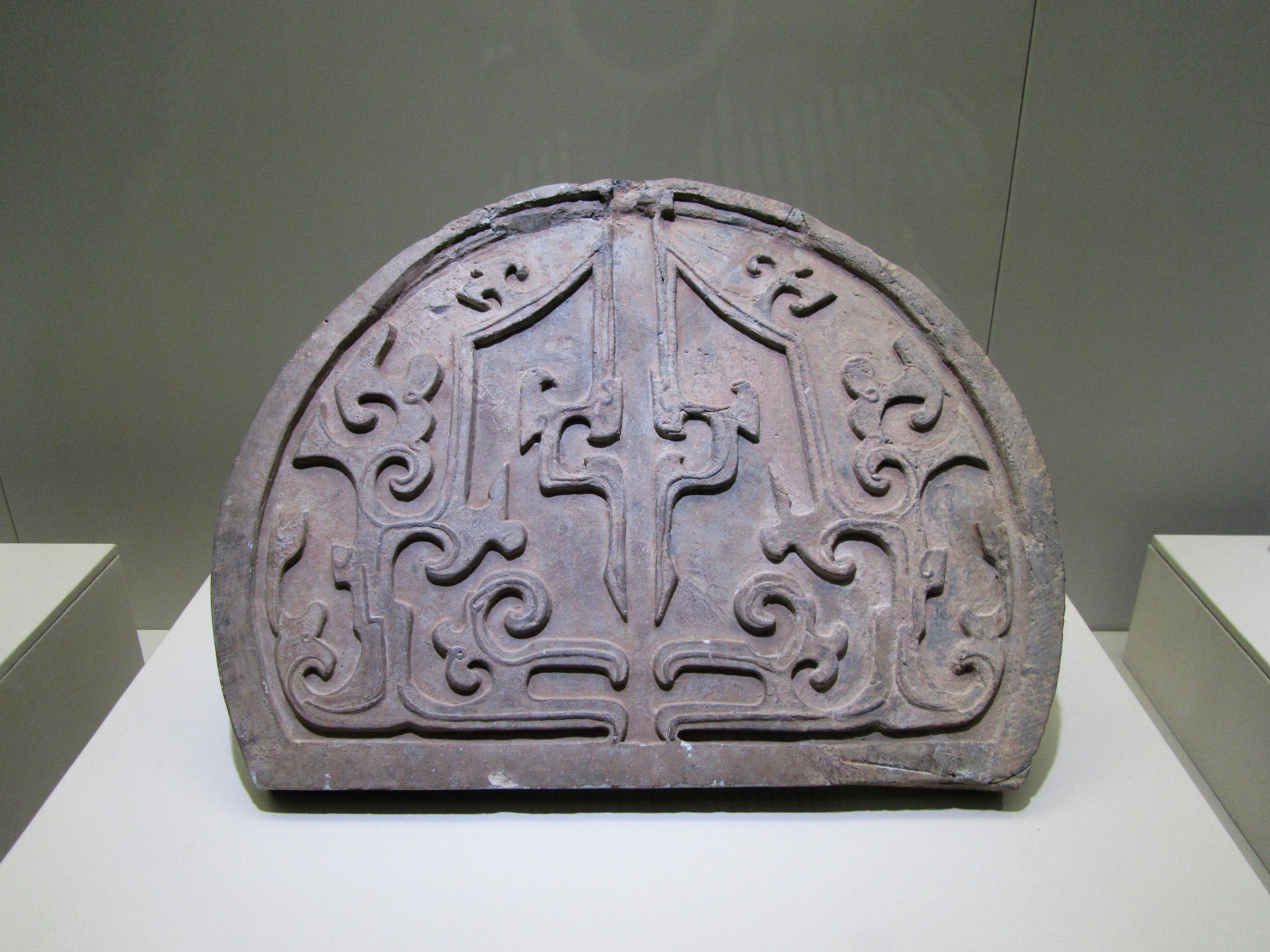
夔纹大瓦当，秦始皇陵园区出土

秦朝手工業分為官營和民營兩種，官營負責生產朝廷、皇室與官府的需求。民營製造民用產品，以投入銷售，與商業發展關係密切。根據不同的手工技術又分為工官、鐵官、將作等獨立的生產部門，負責生產和管理的有監造官、工師、丞等。從事生產的工人，有的是工匠，大部分是刑徒。官府手工產品必須刻上製造官署、負責人和製造人的姓名，以便考核質量。　　
秦朝最重要的手工業是冶鐵業，在戰國後期已相當發展。秦國官府專門設有管理鐵器生產和使用的官吏，如秦簡中的左採鐵、右採鐵等。秦代民營冶鐵業也很發達，司馬遷的四世祖司馬昌曾為秦主鐵官，當時鐵官大概既管理官營冶鐵業，又負責向民營冶鐵業收取鐵稅。秦廷曾把一批六國的冶鐵手工業者遷到巴蜀、南陽等地。蜀郡卓氏、程氏、南陽孔氏等，都是這樣發展起來的冶鐵家，促進了冶鐵業的發展和商品市場的活躍。秦朝的青銅業也具有地位，秦始皇曾經沒收六國遺民武器，將銅製武器鑄成十二金人，可想而知這樣的官營冶銅作坊規模更大。在秦始皇陵東側大型陶俑陪葬坑中，發現的青銅兵器劍、矛、鏃等，皆製造精良，並經過鉻化處理，不蝕不銹，鋒利如新，說明秦代青銅鑄造技術非常高超。
制陶業也很發達，當時官府制陶作坊為宮廷燒制磚瓦和陪葬用的陶質明器。而秦始皇兵馬俑的陶俑十分逼真、精美。另有官營性質的市亭制陶作坊，還製造部分民用生活用器。而民營制陶作坊全部製造生活用器。在秦都咸陽附近的咸亭，是民營制陶作坊的聚居區，咸亭所屬的17個裡都是密集的民間獨立制陶作坊，可見當時私營制陶業的發達。另外，漆器業也很發達。關中是中國古代生漆的重要產地，漆的產量相當多。據《睡虎地秦簡‧工律》，秦朝有專門的漆工和髤工從事漆器生產。在秦墓中也不斷出土各種漆器。此外，秦代的紡織業、製革業、煮鹽業等都較發達，特別是造船業和建築業相當進步。　

### 商業

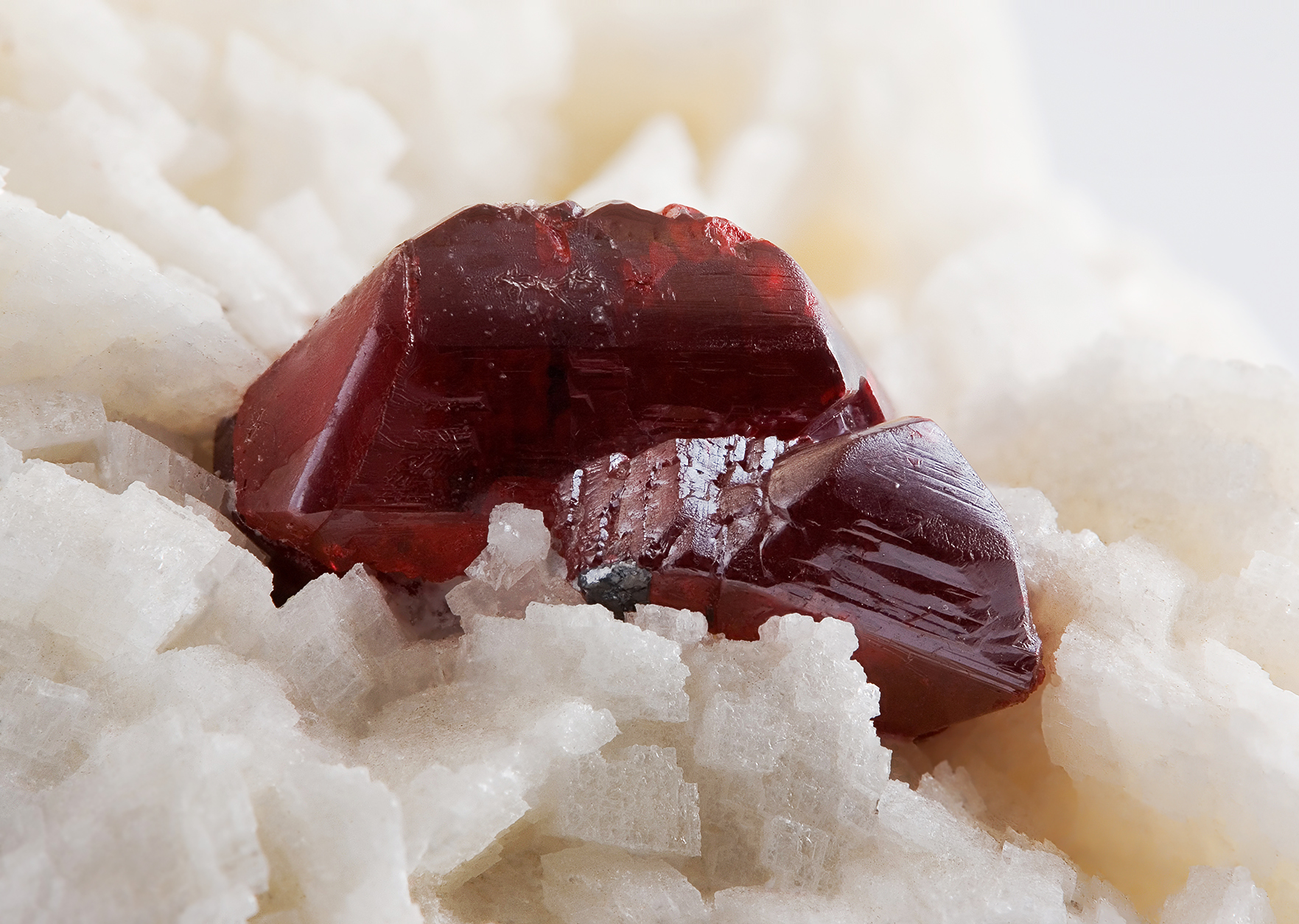
巴地寡婦清靠經營的丹砂而致富，圖為白云石上的丹砂

秦朝自商鞅變法推行「重農抑商」後，嚴格限制商業的發展，主要措施有：在集市收取高額的市場租金；在主要道路關卡收取高額的關稅；對商人編商籍（類似今天的工商登記）；若商人破產則將被收編為國家苦役。這些措施實施後，使得商人的可預期利潤遠低於農戶，於是自由商人自行消亡。然而隨著農業和手工業的發展，秦朝商業也開始活躍起來，而且秦始皇對大商人就比較尊重。如烏氏倮以買賣畜牧起家，馬牛數量之多要用山谷來計量。他曾經以絲綢等珍奇物品贈獻給戎王（部落酋長），獲得十倍的酬償。秦始皇也封他為君。巴地寡婦清維護先人經營的丹砂而致富，秦始皇帝因她是貞婦以客相待。為她修築「女懷清台」。這些作法實際鼓勵商業的發展。同時，秦始皇統一貨幣、統一度量衡及水陸交通建設，也為商業的發展創造了條件。鹽鐵部分，主要由官府經營鹽、鐵的開採和販賣，民間商人不得從事此類行業。
秦朝的商業都會大多在交通便利之處，有商品集散中心的作用。關中地區物豐民富，且西南控巴蜀、西北控天水、隴西、北地與上郡，東通三晉，而咸陽成為關中平原的唯一大都會，也是全國最大的商業中心。蜀郡成都，市張列肆，與咸陽同制，城內有繁華的商業區，其他還有雍（今陝西鳳翔）、櫟陽（今陕西阎良）、烏氏（今甘肅平涼西北）等。自秦朝新發展起來的城市有麗邑（今陝西臨潼）、雲陽（今陝西涇陽）、臨邛（今四川邛崍）等，都有新興商業市場。其他自戰國以來就發達的城市的部分：關東地區被黃河分割成兩部分，溫（今河南溫縣）與軹（今河南濟源）等城市，西接關中，北連薊（今北京市）、邯鄲（今河北邯鄲）等燕趙地區。黃河以南的商業活動更盛，主要都會有陶（今山東定陶）、臨淄（今山東臨淄）與宛（今河南南陽）等。江淮地區的吳（今江蘇蘇州）、壽春（今安徽壽縣）也都是地區性都會，與關東地區有密切的商業關係。嶺南唯一的大都會為番禺（今廣東廣州），與海外貿易犀象、玳瑁、銀銅之物等。秦朝的馳道與江河水運把這些都市、集市連接起來，形成龐大的經濟整體。

### 統一貨幣、度量衡
秦始皇統一中國地區後，推行書同文、車同軌等統一制度。其中與經濟有關的為貨幣與度量衡。秦始皇廢止戰國時各國形制貨幣，改以黃金為上幣，以鎰（二十兩）為單位。以秦國舊行的方孔圓錢銅幣為下幣，文曰秦半兩，重如其文，銘文用小篆。其改革詳細如下：法定銅錢制定為較晚發行但較先進的方孔半兩有廓圓錢。廢除秦國較早發行的圓孔無廓圓錢、圓肩圓足有孔布錢。廢除六國使用的布錢、刀錢、蟻鼻錢以及郢爰（金幣）等貨幣。珠玉、龜貝、銀錫等物不得視作貨幣而流通使用。貨幣的統一，減少貨幣流通時不必要的換算，提升方便性，對於商業經濟發展有很大的幫助。然而，由於鑄造技術的局限，每枚錢的質量不會完全一樣，所以要求使用錢幣時不得挑選，不論重輕一律使用。
前211年秦始皇頒布的統一度量衡的詔書，用商鞅時制定的度量衡標準器為全國標準，用法律規定了度量衡器誤差的允許限度。此外還規定六尺為步，二百四十步為畝。不過二百四十步為畝的制度實際上只行於舊秦，東方許多地區仍以百步為畝。統一貨幣、度量衡為經濟的發展提供了便利條件，促進了統一國家的發展。

## 建設
秦始皇統一全國後，為了溝通關中與其他地區以避免地方叛亂，興建秦馳道與靈渠，行「車同軌」（統一車軌間距）。為了抵禦北方胡族，完成了秦長城。為了避免六國遺民舉兵叛亂，夷平城墩、長城。沒收天下百姓武器，將其中銅製武器鑄成十二金人，置於咸陽，又興建阿房宮、興樂宮等離宮與驪山秦始皇陵，包括著名的秦始皇兵馬俑。但據目前的考古證據顯示，阿房宮並沒有建成，因此被燒毀亦無從談起。此外，為了安定六國遺民，秦始皇五度出巡關東，並且封禪與刻石。
交通建設有秦馳道、秦直道、秦棧道、五尺道與嶺南新道，以及溝通中原與嶺南的靈渠。秦馳道以首都咸阳为中心向四面八方延展開來，為溝通關中與關東、江南各地區。當六國遺民舉兵叛亂時，秦軍可以迅速前往平定。馳道在平坦之處，道寬五十步，隔三丈栽一棵樹，道兩旁用金屬錐夯築厚實。靈渠打通長江的湘江與珠江的灕江，溝通中原與嶺南之地。當百越遺民叛亂時，秦軍可以經靈渠、灕江、珠江直抵嶺南重鎮番禺（今廣東廣州）平亂。
- 秦馳道有如下數條：
  - 西方道：為溝通關中與隴西地區，由咸阳西北至北地，再西至甘肅临洮，最後經渭水返咸陽。
  - 上郡道：為溝通關中與代郡、九原地區，咸陽經高陵北上至上郡（今陝西陝北一帶），再到雲中，銜接北方道。
  - 北方道：為溝通長城一帶的地區，由九原沿长城东行如雁門、代郡、上谷、漁陽、右北平至遼西郡的碣石。
  - 東方道：為溝通關中與整個關東地區，其中洛陽、陳留與定陶都是重要的大都會。咸陽經函谷關沿黄河经洛陽、陳留、定陶、泰山、临淄、膠西至山東半島最東邊的成山頭。
    - 東北支道：由洛陽北上經孟津、邯鄲、鉅鹿、恆山至河北廣陽的薊城。
    - 臨晉支道：渡黃河後，蒲州經安邑、上黨至太原，貫穿山西後再接邯鄲。
    - 濟北支道：鉅鹿東通临淄。
    - 中山支道：恆山西通太原、雁門。
    - 膠東支道：临淄東南通瑯琊後分兩支，一支再北接膠西至山東半島北邊的芝罘山，另一支南通東海接江南道。

  - 江南道：為溝通關中與西楚、東楚地區（詳見三楚），洛陽東抵泗水、東海，至此分兩支。
    - 東楚支道：南渡長江、經吳縣、錢塘至會稽山，並由錢塘通丹陽。
    - 西楚支道：走彭城、壽春、南渡長江、經衡山郡至江陵。

  - 武關道：為溝通關中與荊楚地區，咸陽經武关走東南方，經河南南阳至湖北江陵。
- 秦直道：為溝通關中與九原地區，由咸陽西北的云阳（今陕西淳化）的秦林光宫（即汉甘泉宫）為起點，循子午嶺、榆林定邊縣，再東北渡鄂爾多斯草原、於今呼和浩特昭君墓渡黃河而達九原。秦直道可代替較迂迴的上郡道，當匈奴侵犯九原地區時，秦軍可立即自關中北上支援。
- 秦棧道：為關中越秦嶺與巴蜀地區溝通。
- 五尺道：為蜀地通西南夷地區的通道。
- 嶺南新道：溝通荊楚與嶺南地區，為秦攻百越之戰期間所修道路。主要有四條道路[註 11]，接武關道，越南嶺後可達番禺、桂林與象郡。

關於國防建設，秦朝於前214年北伐擊敗匈奴後佔據河套。為了保衛建九原以抵禦北方胡族如匈奴、東胡等，秦始皇將秦、趙、燕三國長城連接起來，並興建九原長城，形成秦長城。秦長城從甘肅臨洮到遼東，大致分為西段和北段。為了避免六國遺民舉兵叛亂，秦始皇將六國遺留城墩、長城悉數破壞、夷平。沒收天下百姓武器，將其中銅製武器鑄成十二金人，置於咸陽。

## 文化
秦朝是法家理論得以全面實踐的時代，以較急促的方式完成高度集權的專制統治，與東方六國的政治風格大不相同。在思想文化謀求統一，通過強制性的專制手段推行政策。例如焚書坑儒就是企圖摒棄東方傳統，以秦文化為主體實行強制性的文化統一，導致諸子百家之學出現歷史的斷層。另外一個特徵則是「以吏為師」，由官吏來承擔思想文化的傳遞與教學，廢除先秦時期就十分活燿的「私學」。這表現出秦廷重「法」輕「學」的文化導向。

### 思想

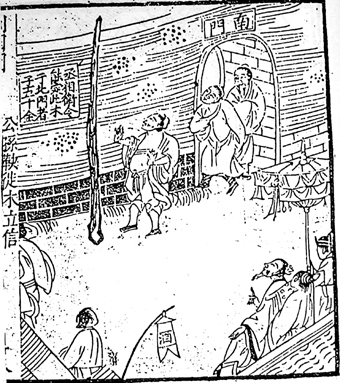
商鞅徙木立信，明·馮夢龍《新列國志》插图

秦朝建立後，秦始皇持續採用自商鞅以來行之有效的法家學說來治理國家，並且採用鄒衍陰陽家的「五德始終說」，以維護朝廷的統治。李斯為當時法家的代表人物，他是荀子的學生，繼承商鞅的思想傳統，推行法治，受秦始皇重用，先後任長史、廷尉與丞相。此時秦始皇與李斯所採用的政治學說，為韓非提倡的「法、術、勢」（以法律為根本、以愚民為手段、法術勢相結合）三合一的君主專制，以及以郡縣制為其基礎的中央集權制。首先加強皇權與尊君的措施，秦始皇改「王」而自稱「皇帝」，規定皇帝之命稱「制」、令稱「詔」、印稱「璽」、皇帝自稱「朕」。以臣下不能議論皇帝為由，廢除諡號，而以始皇帝、二世、乃至萬世等。皇帝為全國最高統治者，獨攬軍政大權。此外為了長久統治人民，採納陰陽家的「五德始終說」，用五行解釋朝代更替之因，以歸之於天意，認為每一種德興起時，天下會出現祥瑞。秦始皇統一後，齊人把這個學說上奏，認為「秦以周為火德，能滅火者，水也」，所以秦朝為水德。因此秦始皇推行相關制定：冬天屬於水德，所以規定十月為歲首。水德尚黑，以黑為正色，衣服旗幟皆改用黑色。水德與「五數」中的「六」相應，所以各種器具都用六來計數。按陰陽家所說「水主陰，陰刑殺」，結合法家思想，演變成重嚴刑峻法，不講「仁恩和義」。

鄒衍陰陽家的陰陽五行，最後形成五德始終說

對控制人民思想方面，秦始皇藉由「五德始終說」，塑造自己神化，為受命於天的「真命天子」，他的政制措施為天意，不可違抗，使得人民服從他的統治。其次，不崇古，廢除封國制，建立郡縣制為基礎的中央集權制，就如李斯所說的「海內為郡縣，法令由一統」。還有，禁止「私學」，加強思想控制。到秦始皇後期，因為焚書坑儒事件，更是排斥儒家、道家，獨遵法家。焚书事件源自前213年，太子师博士齊人淳越提出恢愎周朝的封國制。秦始皇召集延議來商量，丞相李斯反對，並且認為各人用自己的意見批評政府的法令，既影響政府的威信，又容易造成宗派。為了禁天下百姓「以古非今者」，秦始皇下令各郡、縣立即查禁所有《詩》、《書》和諸子百家的書籍，30天内全部焚燒，只留醫藥、卜筮、種樹之書即可。由咸陽博士官的藏書保留諸子百家之書，以嚴格控制思想。坑儒事件為秦始皇向方士盧生等人求仙受騙，又有方士儒生議論朝政。秦始皇大怒，下令搜捕咸陽城内的方士儒生，後來的審問過程中，方士儒生互相告發，共有460餘人受到株連，秦始皇下令將這些人全部坑殺。此即“坑儒”。這個作法是源自商鞅、韓非主張的人民不需要任何教育，詳知國家法令即可；不需要先王的教誨，人民以官吏為師即可；不應該私鬥為強悍，以斬殺敵人為勇敢。焚書坑儒對當時中華文化的一次严重破壞，春秋戰國的百家言論被官方嚴格控制，而天下百姓也被控制成愚民。由於秦朝重賦稅、嚴苛法、濫用民力的政策，遠遠超出了農民所能承受的程度，最後導致秦朝的早亡。

### 文學與文字

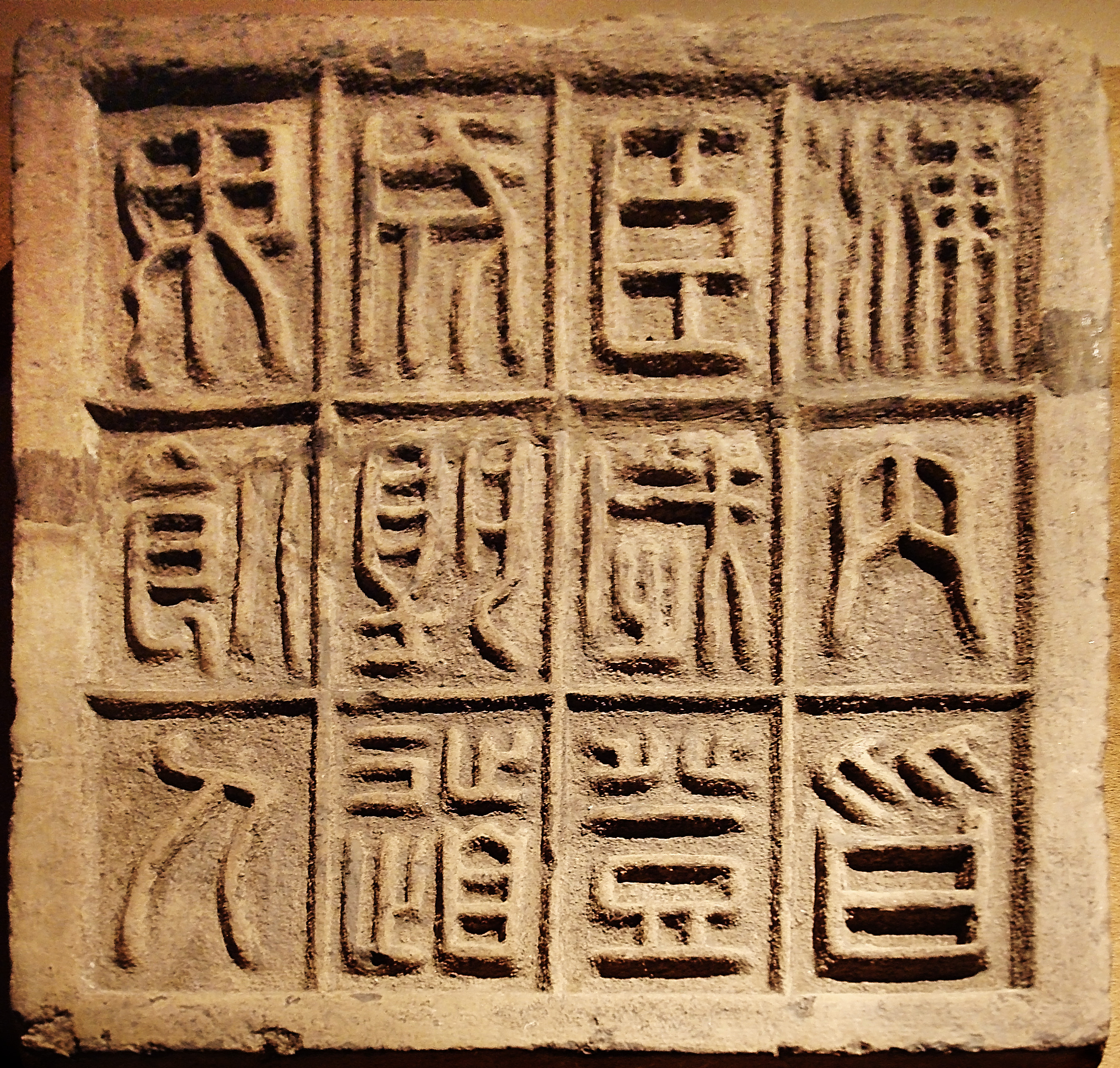
秦代石刻文，其含義為「海内皆臣，歲登成熟，道毋飢人」，文字為小篆

秦代文學並不發達，這是受到獨尊法家與思想箝制（即焚書坑儒）的關係，對文學發展並不重視，再加上秦朝國祚不長，使得文學發展沒有獲得很大的成就。在秦國統一天下前，較重要的著作有《呂氏春秋》，包括八覽、六論、十二紀，後世又稱「呂覽」，是秦國丞相呂不韋率領其門下門客所著成的著作。其內容涉及甚廣，以道家黃老思想為主，兼收儒、名、法、墨、農和陰陽各先秦諸子百家言論，被《漢書·文藝志》列為雜家。書中保存了大量的先秦時代的文獻和遺聞佚事，在《蕩兵》、《順說》、《察今》等篇。《呂氏春秋》以寓言故事表提其含意，說理文，層層深入，最見條理，是中國古代類書的起源。
秦代文學的主要作家是楚人李斯，為荀子的學生，後入秦國投靠呂不韋，是建立秦朝政治體制與地方制度的重要人物之一。呂不韋因嫪毐事變被廢後，秦王政（即秦始皇）聽從宗室大臣建議驅除外國客卿，而李斯作《諫逐客書》反駁此意見。文中敘述秦國自秦穆公以來，用人惟材，不限於本土人才，這才獲得東方六國之士投靠，使秦國比六國強盛。並且以秦始皇獲得的天下寶物。皆非秦國出土為譬喻，希望秦始皇能繼續使用客卿。文章排比鋪張，有戰國縱橫辭說的習氣。而文辭修飾整齊，音節和諧流暢，與漢初散文和漢代辭賦也頗接近。
秦始皇東巡時時常刻石，以歌頌秦皇功德。如泰山、琅牙、之罘、會稽等處的刻石文，大都也出於李斯之手。例如《秦泰山刻石》、《琅琊台刻石》、《嶧山刻石》和《會稽刻石》等。內容為四言韻文，以三句為一韻。這是最古的碑文，對後世碑誌文有影響。民間歌謠方面，根據《漢書·賈捐之傳》有「長城之歌，至今未絕」的話，顯示秦代勞役繁重的情況。類似這樣的民謠當時一定不少，可惜沒有流傳下來。
秦朝文字採用小篆與隸書，主要用途是记录历史事件、律法、生产工艺。戰國時期各國使用文字有異，秦始皇統一後即要求“書同文”，並且命秦丞相李斯執行這項工作。李斯簡化秦國原本使用的西周大篆而建立小篆，並且推行到全國各地，所以小篆又被稱為「秦篆」。為了推廣全國，李斯、趙高、胡毋敬等人用小篆來編寫識字課本，比較著名的是《倉頡篇》、《爰歷篇》、《博學篇》等，成為了兒童的啟蒙教材。而秦人程邈因得罪秦始皇進入牢獄。他整理民間各字體，簡化小篆書寫方式，改良為隸書。最後被秦始皇賞識，被任命為御史。「隸」字有「附屬」的含意，可能意旨其為篆字之衍生。漢字從小篆到隸書的演變過程稱為隸變，主要將篆書圓轉的筆劃改為方折，書寫速度更快，後來被漢朝採用，而成漢隸。

### 宗教
秦朝國祚較短又偏重法制，沒有建立縝密、系統化的宗教。主要以上帝崇拜和祭祖先為主，民間尚存在上古鬼神之说、巫術、占卜與占星，以及起於先秦的神仙方術。其中後者深受秦始皇所崇拜。

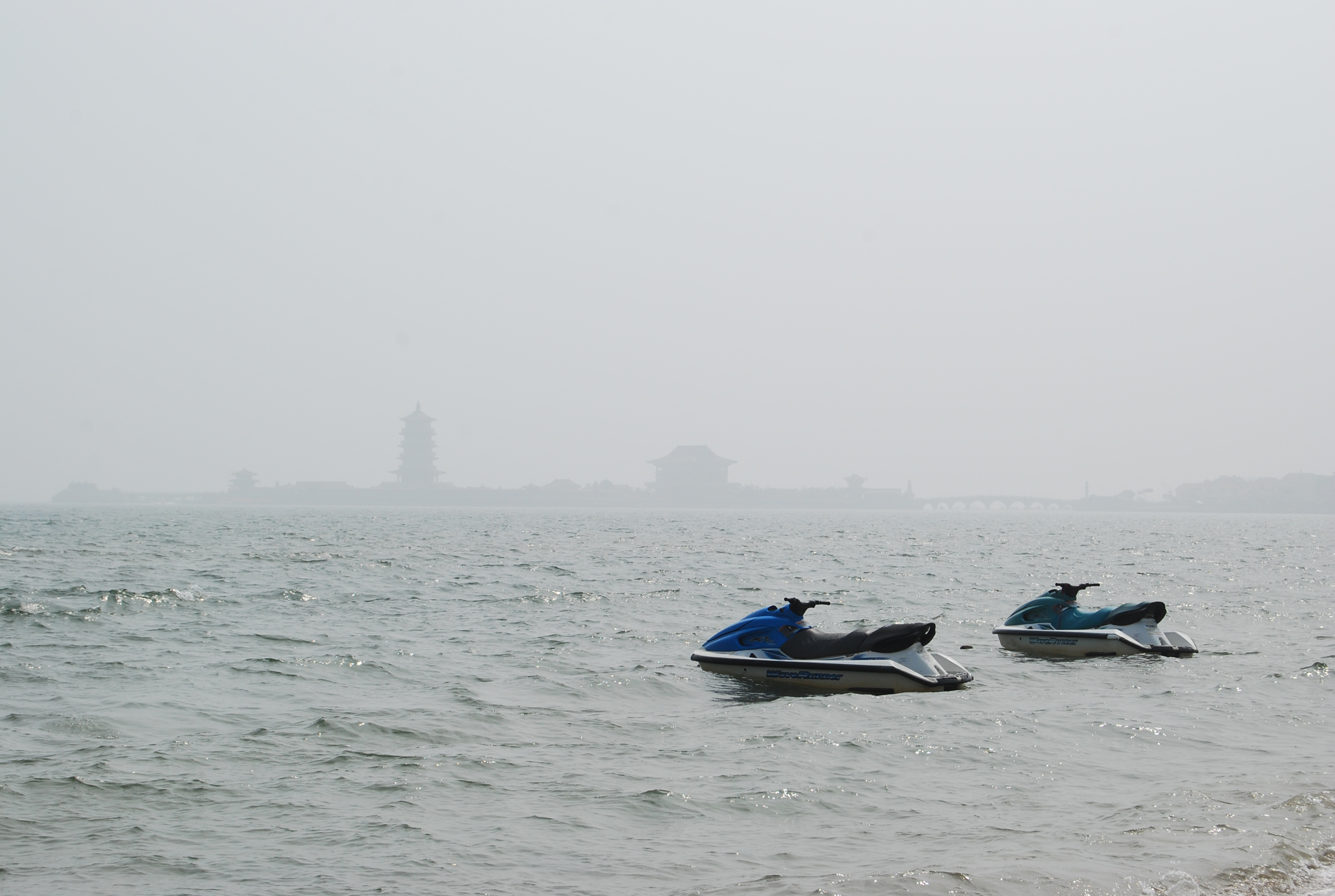
在山東蓬萊市的渤海出现的海市蜃楼，被認為是蓬萊、方丈與瀛洲三神山傳說的來源

上帝崇拜源自商朝，秦國於東周時居於歧西，秦國君王按五行崇拜上帝之一的白帝，又因秦族源自東方而崇拜少昊。嬴秦从祀一直到秦始皇統一中國时，秦人都有白、青、黃、炎四天帝之祭（嬴秦崇黑，尚为北帝嗣；故無祭北方黑帝），其中因地理關係特別重視西方白帝。秦朝皇帝每年都会去祭天，以祈求来年风调雨顺。秦室以崇拜上帝為主，而秦人除了上帝還以陳寶為貴。陳寶為寶雞地區之神（即陳寶祠），為秦地所特有。至於雍地諸祠，有日、月、星、辰、南斗北斗、熒惑（即火星）、太白（即金星）、歲星（即木星）、土星（即金星）、辰星（即水星）、二十八宿、風伯、雨師、四海、九臣、十四臣、諸布、諸嚴、諸逑之屬，百有餘廟。而杜伯是西周右將軍，在雍地也有祠（即右將軍廟），被秦人視為最靈驗者。以上諸天神、人鬼與地衹為古代傳統信仰，為上古鬼神之说。祭祖先也是主要信仰之一，表現對宗廟的重示。秦始皇統一全國時不謝鬼神，而言有賴先祖諸王的庇護。秦先王廟或在雍地、或在咸陽。秦二世時立史皇廟，尊為祖廟，並按古廟制立七廟。
秦始皇是靠武力併吞六國，他本身迷信個人威勢，對鬼神之說不是很熱切，所以在他的諸多訟德碑文中只強調皇帝本身的權威與武功。但為了以神權鞏固政權，以其秦朝傳統宗教信仰，他仍然依循傳通祭祀上帝，並且實現當初春秋齊桓公想要做的封禪之舉。秦始皇於泰山封禪，招集齊魯儒生博士討論封禪禮儀。但當初齊桓公的封禪禮儀未定，最後以故秦祭上帝之禮行封禪。他在泰山還有封藏，且密不示人，這個作法被漢朝漢武帝所效法。秦始皇認為自己上應天命，大地諸神必須尊崇自己。如南巡湘江時因舟船浮動而遷怒湘神，下令伐盡湘山樹木，火燒湘山祠。此外，秦始皇將五德始終說引入官方宗教，用以論證秦代周而立的合法性。
神仙傳說可追溯到戰國時期，一出荊楚文化，一出齊魯文化。楚人好幻想，如《莊子》、《楚辭》都有提到神仙的美妙形象，也就是長生不老、逍遙自在與神通廣大。而燕齊濱臨大海，海天明滅變幻，海島迷茫隱約，都引發當地人的聯想遐思。所以有渤海有蓬萊、方丈與瀛洲三神山的傳說，山上有仙人和不死之藥。實現個體永生的神仙信仰吸引了貴族與君王，也產生不少方士如徐福、韓終、侯生、盧生、石生等。秦始皇為求不死之藥，最後親自東巡黃海、渤海，到成山頭、登芝罘、遊碣石、至錢塘、上會稽。徐福謊稱受大海怪獸所隔，難出航尋不死之藥，秦始皇就親自芝罘出海射殺鯨魚。盧生稱尋仙藥不遇，因為惡鬼所害，建議人主應微行以避惡鬼，所居宮殿不應讓人知道，然後真人可至，不死之藥可得。秦始皇因此隱密其行，自稱真人。後來侯生等人不滿秦皇專橫而逃逸，秦始皇也因為他們的誹謗之言而坑儒報復。最後，神仙方術並未成為官方宗教，但大批方士的出現與活動，帶動方術仙道的發展，以及航海與文學的發展。

### 藝術

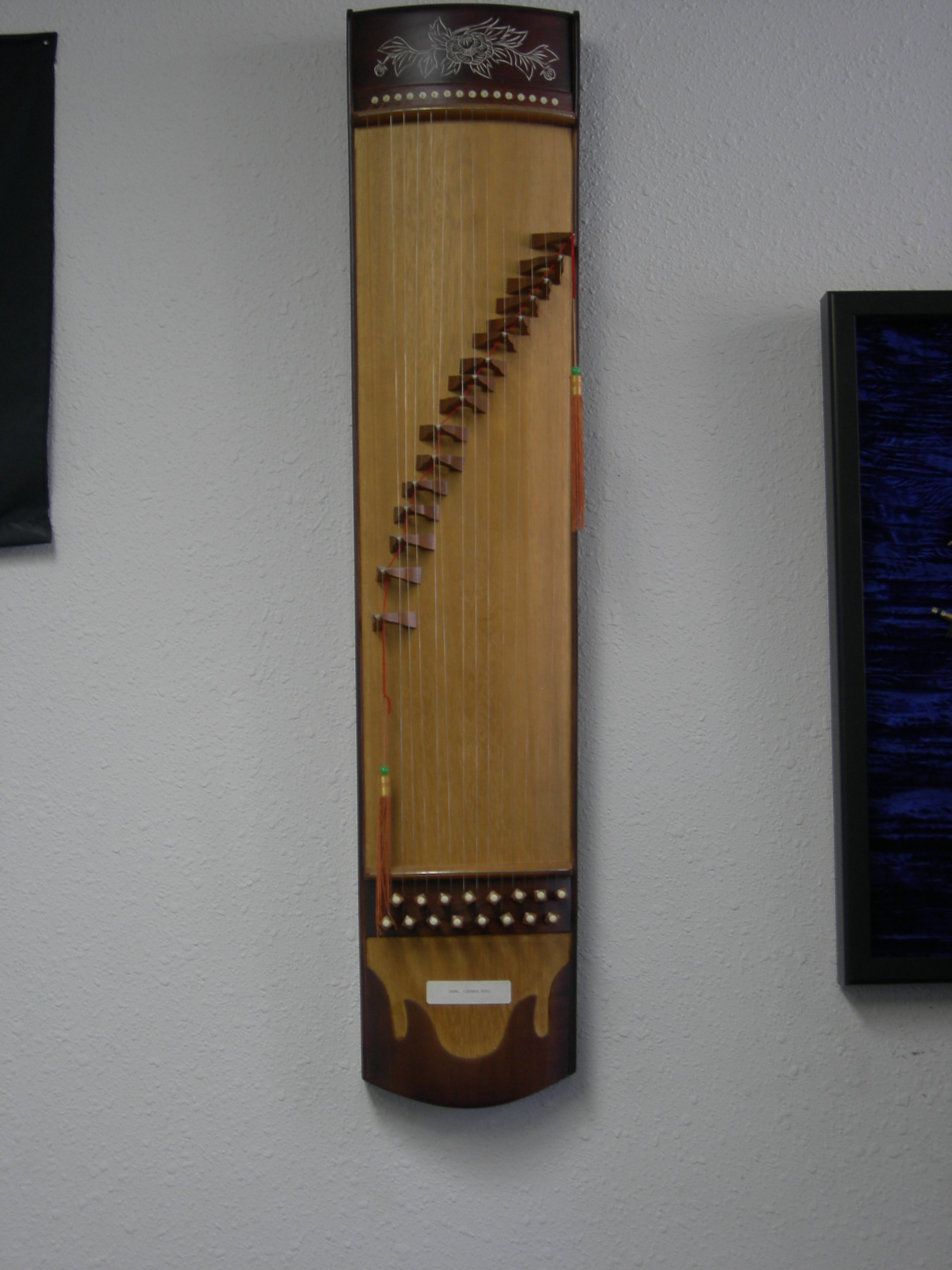
古筝，春秋時期的秦國已經存在，用於原始的舞樂

秦朝延续了春秋战国时期土木混合结构高台建筑的传统，可確認為秦代的建筑遗迹与雕塑实物十分有限，大型的高台宫室建筑遗址以陕西咸阳的咸阳宫遗址和辽宁绥中的姜女石遗址为代表。但最為人知，尤其能够表现秦朝建筑與雕塑群氣勢與魅力的实例为臨潼的驪山秦始皇陵與秦始皇兵馬俑。當時修築秦始皇陵的有七十餘萬人，前后延续三十余年。根據《史记》記載，司馬遷認為秦始皇陵應是「鑿穿了三層地下水，灌注銅水來填補縫隙，又修造宮殿，設置百官位置，放置奇珍異寶。用水銀做成百川江河大海，用機械來模擬江河的流動，頂壁裝有天文圖象，下面置有地理圖形，用娃娃魚的油脂做成長明燈。陵墓中還有許多機關。」。根据勘查，确实在秦始皇陵陵区周围发现汞含量异常，学者认为如果地宫打开过，汞会很快挥发。因此初步证实了陵内含大量水银的说法。

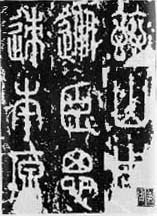
《秦泰山刻石》拓本

而秦始皇兵馬俑為形似戰陣之陶馬與陶製士兵，所有馬匹及士兵之大小長矮，皆與實物相同。士兵之高度均在175公分至185公分之間，可推測古代中國人的身材可能甚為高大。陶製之馬匹係每四隻一組，馬身頗為高大肥短，與漢唐時所見之戰馬有類似之處。初期發掘出土之兵俑約有六千之數，其後亦相繼發現銅製品及武器。士兵陶俑之手足均為實心，而頭、身及臂部則為空心，部分且塗有彩色。尤值一提者為所有陶馬及士兵均非模型所製，且表情不同、神態生動，可見秦代塑匠已有頗高之造詣，以及築墓耗工之巨。兵馬俑是秦軍的精確複製。由於兵俑完美的再現了秦軍的風範，軍事學者可以通過兵俑增加對「強秦」的了解。由於陶俑的原形來源於真實的秦軍將士，所以有研究者嘗試通過他們的容貌了解秦代的風土人情。
在湖北省發現之秦代墳墓內，保存完整者有毛筆兩支、竹簡一千一百片，並有漆盤一個。每片竹簡有上、中、下三孔，以供串連之用，其內容有關法律，字體為隸書。據此判斷，該墓的主人應為秦朝官吏，生前或與法律工作有關。尤以漆盤上之鳳凰與魚，與仰韶文化陶盤上之魚形裝飾，以及漢代鳳凰之流行，均有密切之關連。此一漆盤之出土，顯示漢代漆器風格仍襲秦代，鳳凰之流行亦早見於秦代。
秦代篆刻發展也比先秦時期更趨加成熟，具有典雅而靈動、平整而率意的藝術效果，至今仍受許多篆刻家模仿。另外有名的是「刻石」，有《嶧山刻石》、《泰山刻石》、《琅琊台刻石》、《芝罘刻石》、《東顴刻石》、《碣石刻石》、《會稽刻石》等七種。這些立石有政治意義，也有極高的藝術價值。

## 君主年表
| 肖像   | 廟號   | 謚號   | 尊號     | 名諱   | 在世時間                      | 年號   | 在位時間                       | 陵寢     |
| 秦皇帝 | 秦皇帝 | 秦皇帝 | 秦皇帝   | 秦皇帝 | 秦皇帝                        | 秦皇帝 | 秦皇帝                         | 秦皇帝   |
| ------ | ------ | ------ | -------- | ------ | ----------------------------- | ------ | ------------------------------ | -------- |
|        | —      | —      | 始皇帝   | 嬴政   | 前259年2月18日—前210年7月11日 | —      | 前247年7月6日—前210年7月11日   | 秦始皇陵 |
|        | —      | —      | 二世皇帝 | 嬴胡亥 | 前230年—前207年10月1日        | —      | 前210年8月9日—前207年10月1日   | 秦二世陵 |
| 秦王   |        |        |          |        |                               |        |                                |          |
|        | —      | —      | —        | 嬴子嬰 | ？—前206年                    | —      | 前207年10月1日—前207年11月17日 | —        |

## 末期地方勢力
| 各地勢力         | 統治區域                                                                | 統治時間                                                  | 君主                                    | 備註 |
| 燕齊故地         |                                                                         |                                                           |                                         |      |
| 燕國             | 河北遼寧（古幽州） 薊（今北京）                                         | 前209年—前202年                                           | 韓廣→臧荼                               |      |
| 遼東國           | 遼寧（古遼東郡） 無終（今天津薊縣）                                     | 前206年—前206年                                           | 韓廣                                    |      |
| 齊國             | 山東，一度山東中部 臨淄（今山東臨淄）                                   | 前209年—前203年                                           | 田儋→田假→田巿→田都→田榮→田假→田廣→田橫 |      |
| 濟北國           | 山東西部 博陽（今山東泰安）                                             | 前206年—前206年                                           | 田安                                    |      |
| 膠東國           | 山東東部 即墨（今山東平度）                                             | 前206年—前206年                                           | 田巿                                    |      |
| 三晉故地         |                                                                         |                                                           |                                         |      |
| 趙國/常山國/趙國 | 山西河北（古趙地） 信都（今河北冀州）、襄國（今河北刑台）               | 前208年（趙國）—前206年（常山國）—前206年（趙國）—前204年 | 武臣→赵歇→張耳→赵歇                     |      |
| 代國             | 山西（古代郡） 代（今河北蔚縣）                                         | 前206年—前204年                                           | 赵歇→陳餘                               |      |
| 魏國/西魏國      | 山西（古河東郡） 平陽（今山西臨汾）                                     | 前208年（魏國）—前206年（西魏國）—前205年                 | 魏咎→魏豹                               |      |
| 殷國             | 河南（古河內郡） 朝歌（今河南淇縣）                                     | 前206年—前205年                                           | 司马卬                                  |      |
| 韓國             | 河南（古三川郡） 陽翟（今河南禹州）                                     | 前208年—前205年                                           | 韓成→鄭昌                               |      |
| 河南國           | 河南（古河南郡） 洛陽（今河南洛陽）                                     | 前206年—前205年                                           | 申阳                                    |      |
| 楚故地           |                                                                         |                                                           |                                         |      |
| 張楚國           | 豫東、淮北 陳縣（今河南淮陽）                                           | 前209年—前208年                                           | 陳勝                                    |      |
| 楚帝國           | 豫東、兩淮、江南、福建、江西、兩湖。 盱台（今江蘇盱眙）、郴（湖南郴縣） | 前208年—前206年                                           | 襄彊→景駒→熊心                          |      |
| 西楚國           | 豫西、淮北、江南與福建 彭城（今江蘇徐州）                               | 前206年—前202年                                           | 項羽                                    |      |
| 衡山國           | 湖南、鄂東 邾縣（今湖北黃岡）                                           | 前206年—前202年                                           | 吳芮                                    |      |
| 九江國           | 淮南、江西 六縣（今安徽六安）                                           | 前206年—前204年                                           | 英布                                    |      |
| 臨江國           | 湖北（古南郡） 江陵（今湖北荊州）                                       | 前206年—前204年                                           | 共敖→共尉                               |      |
| 秦故地           |                                                                         |                                                           |                                         |      |
| 漢國             | 巴蜀、漢中 南鄭（今陝西漢中）                                           | 前206年—前202年                                           | 劉邦                                    |      |
| 雍國             | 關中西部 廢丘（今陝西興平）                                             | 前206年—前205年                                           | 章邯                                    |      |
| 翟國             | 關中東部 高奴（今陝西延安）                                             | 前206年—前206年                                           | 董翳                                    |      |
| 塞國             | 陝北（古上郡） 櫟陽（今陝西閻良）                                       | 前206年—前206年                                           | 司馬欣                                  |      |
| 百越故地         |                                                                         |                                                           |                                         |      |
| 閩越國           | 福建 東冶（今福建福州）、閩越王城（今福建武夷山）                       | 前202年—前110年                                           |                                         |      |
| 甌雒國           | 越南北部 古螺（今越南河內）                                             | 前316年/前257年—前207年                                   |                                         |      |
| 南越國           | 兩廣、越南北部 番禺（今廣東廣州）                                       | 前203年—前111年                                           |                                         |      |
| 東甌國           | 浙江南部 首都未知                                                       | 前203年—前111年                                           |                                         |      |